# Bergpark Wilhelmshöhe
Der Bergpark Wilhelmshöhe in der nordhessischen Großstadt Kassel ist mit einer Fläche von 2,4 Quadratkilometern der größte Bergpark in Europa und ein Landschaftspark von Weltgeltung. Am 23. Juni 2013 wurde er als UNESCO-Weltkulturerbe anerkannt, und er wird von der Deutschen Zentrale für Tourismus unter den Top-100-Sehenswürdigkeiten in Deutschland geführt.
Der Park ist insbesondere durch die darin befindlichen Wasserspiele, den Herkules mit gleichnamiger Statue, das Schloss Wilhelmshöhe und die künstliche Ruine Löwenburg bekannt.

## Überblick

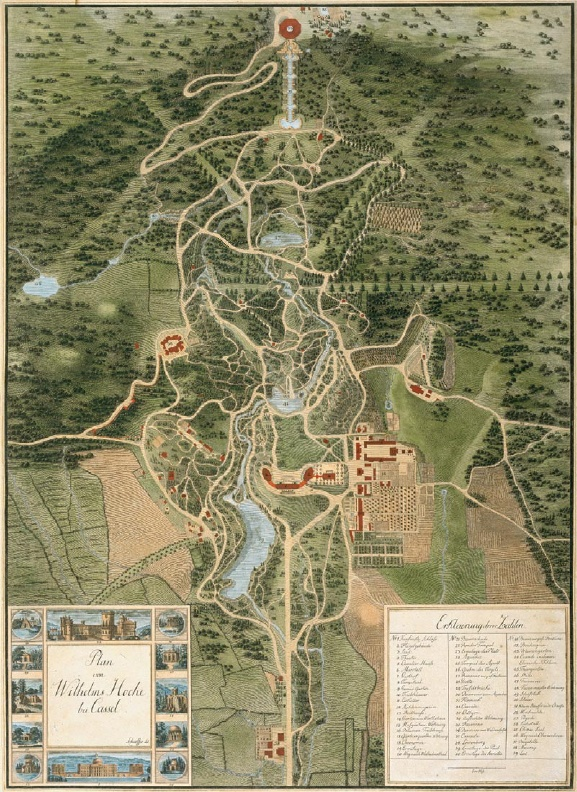
Karte des Bergparks Wilhelmshöhe (um 1810)

Der Bergpark Wilhelmshöhe befindet sich im Kasseler Stadtteil Bad Wilhelmshöhe. Die Landgrafen und Kurfürsten von Hessen-Kassel ließen den Park ab 1696 anlegen. In den folgenden 150 Jahren wurde er erweitert.
Der Bergpark ist einmalig in der Geschichte der europäischen Gartenkunst: Italienische Gärten des Barock waren auch an Berghängen, in Terrassenform, angelegt, umfassten jedoch nie ein so großes Areal, und französische Barockparks erstreckten sich lediglich in der Ebene. Die heutige Parkform, besonders im unteren Bereich, ist jedoch kein Barockgarten, sondern folgt den Ideen des Englischen Landschaftsgartens.
Bekannt ist der Bergpark insbesondere aufgrund der Wasserspiele, die sich im Park vom Herkules über die Kaskaden in Richtung Osten bzw. Schloss Wilhelmshöhe ergießen, und durch die aufwendig gestaltete Gartenkunst. Der Schlosspark ist ein Abbild der europäischen Kunst- und Kulturgeschichte durch mehrere Epochen. Georg Dehio, Nestor der modernen Denkmalpflege, sagte über den Park: „… vielleicht das Grandioseste, was irgendwo der Barock in Verbindung von Architektur und Landschaft gewagt hat.“
Das Land Hessen stellte im Januar 2012 beim Welterbezentrum der UNESCO den Antrag, den Bergpark in die Liste des UNESCO-Welterbes aufzunehmen. Am 23. Juni 2013 wurde dem Antrag auf der 37. Sitzung des UNESCO-Welterbekomitees in Phnom Penh stattgegeben. Die Anlage ist Deutschlands 38. Weltkulturerbe. Seit 2009 gehört der Park zum European Garden Heritage Network. Der Park wird seit 2006 von der Museumslandschaft Hessen Kassel (MHK) betreut, die seit 2023 Hessen Kassel Heritage (HKH) heißt.

## Geographische Lage
Der Bergpark Wilhelmshöhe erstreckt sich im Gebiet des westlichsten Kasseler Stadtteils, Bad Wilhelmshöhe, und hinauf in den Hohen Habichtswald. Er ist 2,4 km² groß. Die Größenangaben reichen teils bis zu 3,0 km². Zum Habichtswald gehört der Karlsberg (526,2 m ü. NHN) mit dem Herkules auf 515 m Höhe. Östlich begrenzt wird der Park durch den Westrand des bebauten Kasseler Stadtgebiets, wo sich das Schloss Wilhelmshöhe auf etwa 282 m Höhe befindet. Der Bergpark ist einer der östlichsten Bestandteile des Naturparks Habichtswald.

## Geschichte und Bauphasen

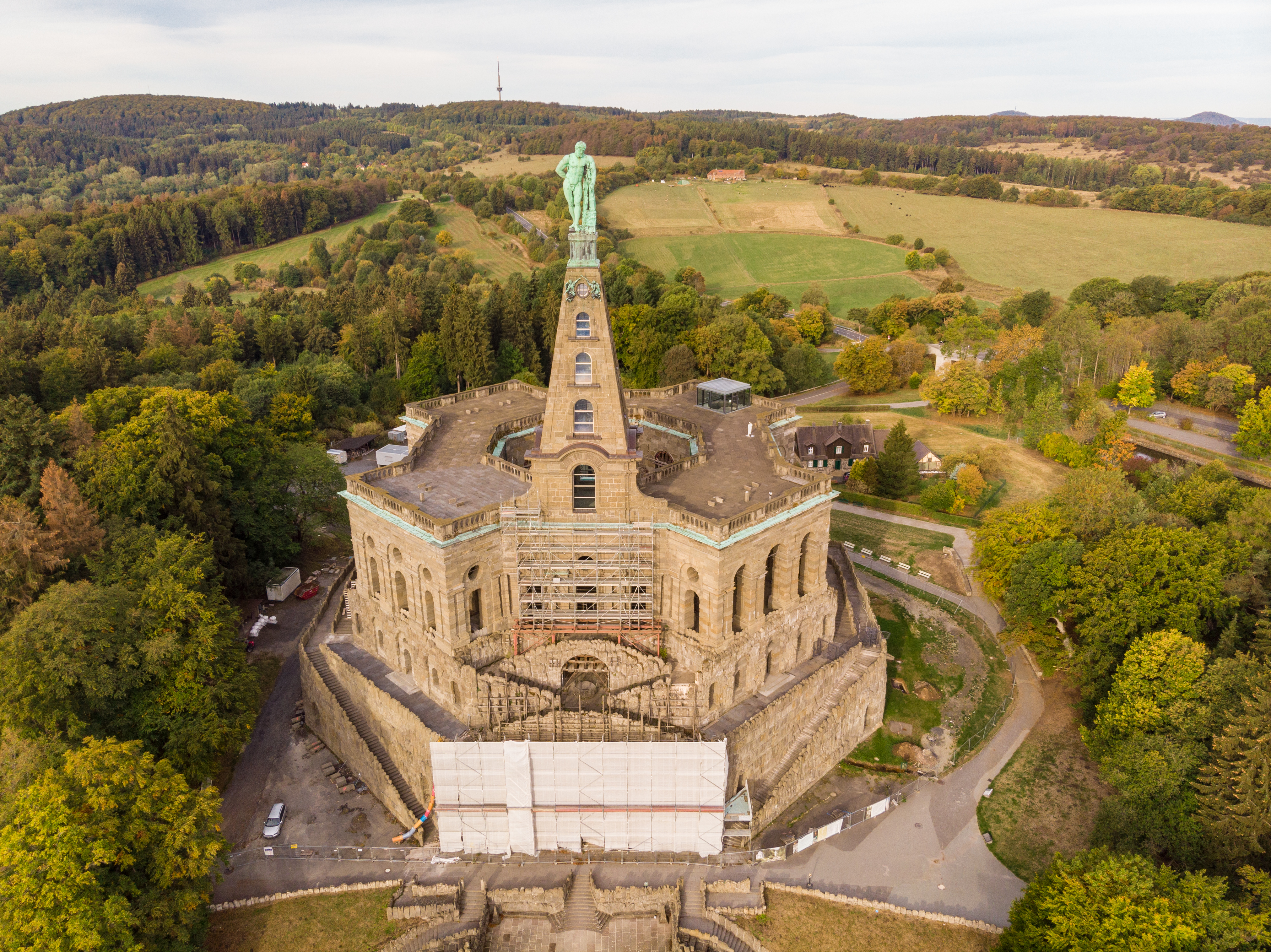
Der von 1701 bis 1717 gebaute Herkules mit der Herkules-Statue auf der Spitze einer Pyramide, die auf dem Riesenschloss, einem Oktogon, steht.

Am Ort des heutigen Bergparks befand sich im 17. Jahrhundert ein bewaldeter Hang des Habichtswaldes, mehr als fünf Kilometer westlich – und damit weit außerhalb – der damaligen Kasseler Stadtgrenze. An der Stelle des jetzigen Schlosses Wilhelmshöhe war im Jahr 1143 von Mainz aus das Kloster Weißenstein der Augustiner-Chorherren gegründet worden. Es bestand ab 1193 als Frauenkloster und wurde nach der Reformation in Hessen (um 1517/1518) aufgelöst. Die verbliebenen Gebäude nutzte Landgraf Philipp I. als Jagdsitz. 1606 bis 1610 erbaute Landgraf Moritz von Hessen-Kassel dort ein Jagdschloss, das weiterhin den Namen Weißenstein trug.

### Baubeginn
Der Bergpark entstand ab 1696 in barocker Form unter Landgraf Karl, als mit den Bauarbeiten des Kleinen Herkules (auch Alter Winterkasten genannt) begonnen wurde. Dessen Bauort, an dem noch einige Mauer- und Fundamentreste vorhanden sind, war der Hüttenberg (555 m). Man beschloss aber, diesen Berg, der sich etwa 400 Meter südsüdöstlich des heutigen Herkules befindet, als Blickpunkt der Parkanlage und damit als Bauort aufzugeben, so dass die Arbeiten eingestellt wurden.
Landgraf Karl engagierte 1696 den französischen Erfinder Denis Papin, der eine Dampfpumpe zum Betrieb einer Wasserfontäne konstruierte und damit nebst Thomas Savery zu den ersten Erfindern einer Dampfmaschine gehörte – die Pumpe funktionierte freilich nie richtig. Karl war nicht bereit, die Entwicklung weiter zu finanzieren, und ein Versuch, zu diesem Zwecke mit Gottfried Wilhelm Leibniz zusammenzuarbeiten, der gleichzeitig an den Herrenhäuser Gärten in Hannover arbeitete, scheiterte am Desinteresse Leibniz’.
Bis weit in das 19. Jahrhundert wurde die Parkanlage nach den jeweils aktuellen Vorstellungen fortentwickelt. Dabei waren insbesondere zwei Bauphasen wichtig, die den Park heute prägen:

### Der barocke Karlsberg ab 1700

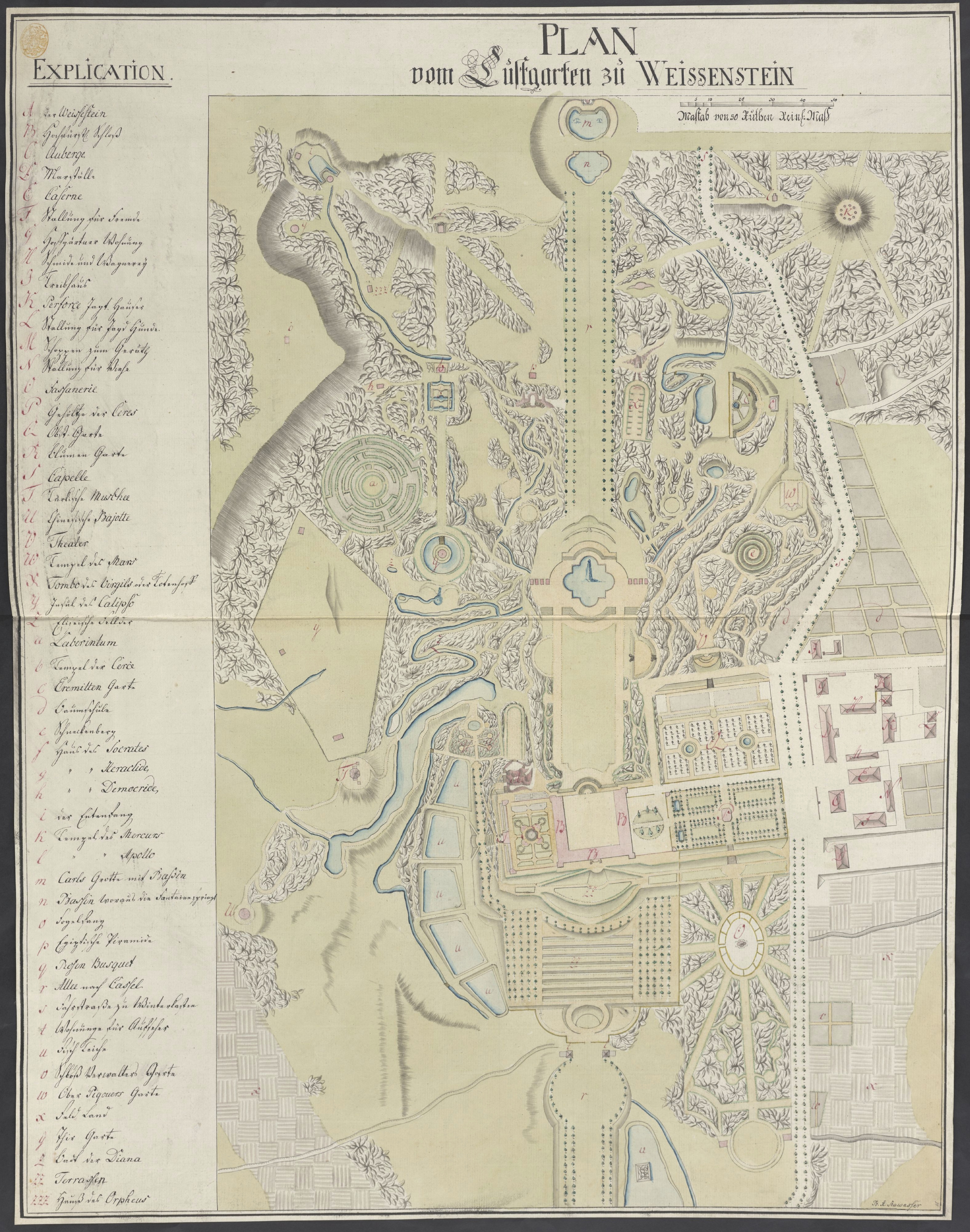
In der Regierungszeit von Landgraf Friedrich II. war der Garten viel kleinteiliger ausstaffiert.

Im Jahr 1701 wurde mit dem Bau des Riesenschlosses, eines Oktogons, und der vorgelagerten Kaskade begonnen. Landgraf Karl und sein italienischer Architekt Giovanni Francesco Guerniero schufen eine Wasserachse nach dem feudalen Zeitgeschmack des Barock; am 3. Juni 1714, dem ersten Sonntag des Monats, wurden die Kasseler Wasserspiele erstmals öffentlich präsentiert. Die Herkules-Statue auf der Dachpyramide wurde erst 1717 aufgestellt. Die Gesamtlänge der Anlage von der Vexierwassergrotte unterhalb des Oktogons bis zum Neptunbecken, das sich am Ende der 250 Meter langen Kaskade befindet, beträgt ungefähr 320 Meter. Ursprüngliche Planungen, dieses Bauwerk bis hinunter zum Schloss weiterzuführen, wurden nicht umgesetzt, und der untere Bereich, also Dreiviertel des Hanges des Karlsbergs, wurde bis Ende des 18. Jahrhunderts zunächst nur geringfügig umgestaltet.

### Der reife Landschaftspark ab 1785

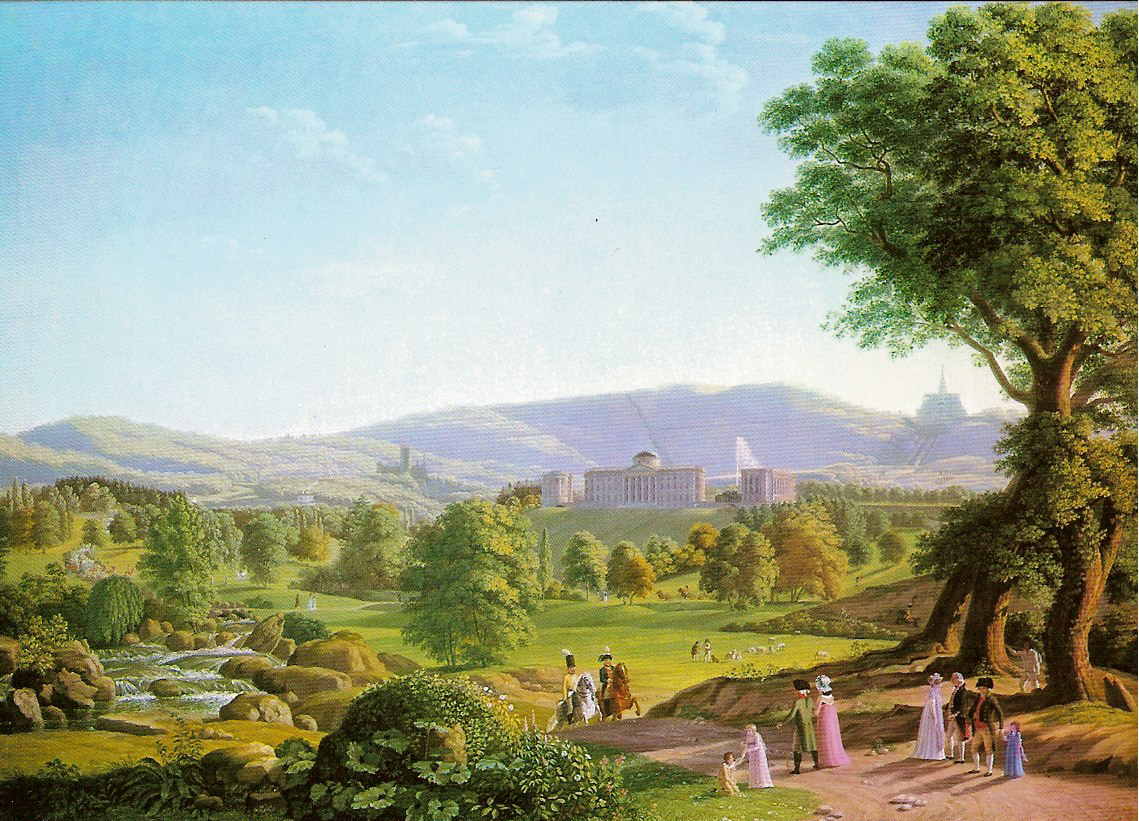
Blick zum Schloss Wilhelmshöhe, gemalt von Johann Erdmann Hummel um 1800

Unter Landgraf Wilhelm IX. (später Kurfürst Wilhelm I. von Hessen-Kassel) begann nach dessen Regierungsantritt im Jahr 1785 eine große Umbau- und Erweiterungsphase in dem Bereich zwischen den Kaskaden und dem Schloss. Gleichzeitig wurde Schloss Weißenstein ab 1786 abgerissen und als Schloss Wilhelmshöhe nach den klassizistischen Entwürfen von Simon Louis du Ry neu gebaut. In der Gartengestaltung hatten sich die Ideale inzwischen von „französischer Strenge“ zu „englischer Natürlichkeit“ verlagert: statt gerader barocker Achsen spielten überraschende Wegeführung und Aussichtspunkte die neue Hauptrolle. Im Rahmen der Umgestaltungs- und Erweiterungsmaßnahmen ab 1785 entstanden die Bauten von Heinrich Christoph Jussow, die das Gelände bis heute prägen. Von Jussow, dem Gartenarchitekten des Landgrafen, stammt mit der als künstliche Ruine erbauten Löwenburg (1793–1800) eines der wichtigsten Gebäude im Bergpark. Er entwickelte den Schlossteich (1785–1791), auch Lac genannt, und erweiterte die Wasserspiele durch Bauwerke wie den Fontänenteich (1789/1790) und die Teufelsbrücke mit dem Höllenteich (1792/1793). Jussow entwarf auch den faszinierenden Aquädukt (1788–1792), das architektonische Zitat einer verfallenen römischen Wasserleitung, von deren Höhe das Wasser in ein 34 Meter tiefer gelegenes Tal stürzt. Eine wichtige Rolle als Gestalter von Park und Wasserspielen hatte auch der „Brunneninspektor“ Karl Steinhöfer (1747–1829), auf ihn geht der heutige Steinhöfer Wasserfall (früher Waldwasserfall, 1793) und der Neue Wasserfall zurück. Hofgärtner dieser Jahre war Daniel August Schwarzkopf, er drückte die Ziele der Parkneugestaltung so aus:

„Fast die allermeisten Spazier-Gänge haben ihre Absicht und führen nach einem gewissen Gegenstand hin, welche allemal die Mühe des Spazier-Ganges belohnen. Ein Kenner und Freund der Natur wird in der Anlage selbst Plätze finden, welche ihren besonderen Reiz und Schönheit zu jeder Tageszeit haben. Man findet angenehme Plätze vor dem Morgen und vor dem heißen Mittag, die vor dem Abend sind fast noch die schlechtesten, weil durch die Einfassung durch hohe Gebürge gegen Westen die Wirkung der untergehenden Sonne nicht recht empfunden werden kann. Alle Spazier-Gänge sind guth und feste gemacht, mit Sand und Grant belegt, werden guth unterhalten und die Reinlichkeit sehr strenge beobachted, ja sogar die Chausseen werden wie „Garten Wege“ unterhalten.“

### 1806–1866

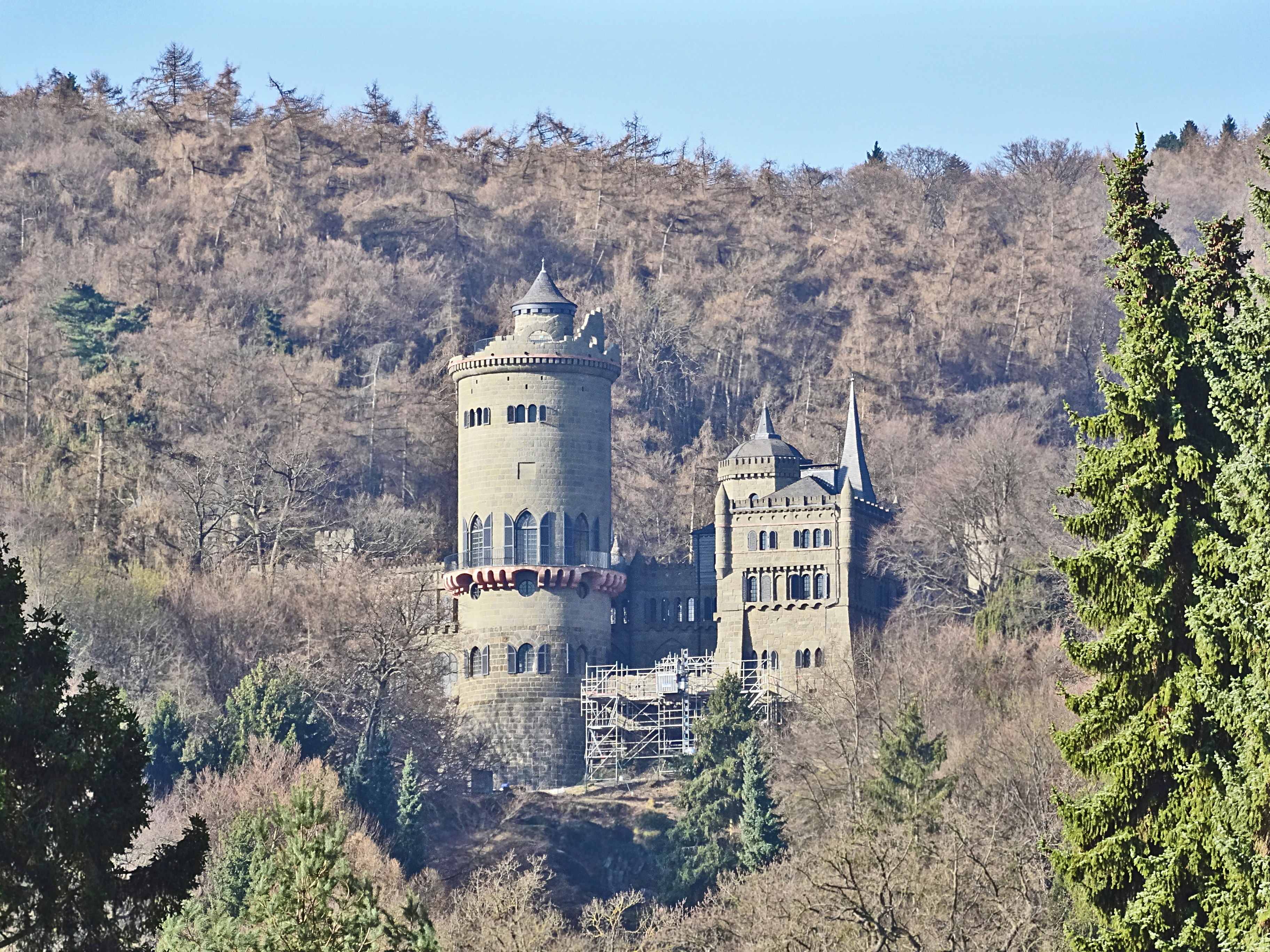
Löwenburg vom Schloss gesehen

1806 erreichten die europäischen Umwälzungen den Bergpark Wilhelmshöhe: Die Truppen Napoleons standen vor Kassel und vertrieben Kurfürst Wilhelm I. Napoleons jüngster Bruder, Jérôme Bonaparte, regierte von Schloss und Bergpark aus das neugeschaffene Königreich Westphalen. Von den Chronisten der Wilhelmshöhe – jetzt in Napoleonshöhe umbenannt – wird diese Episode als Zeit zahlreicher öffentlicher Festivitäten beschrieben und von Jérôme der Beiname König Lustik überliefert. Baumaßnahmen dieser Jahre waren die Erweiterung des Schlosses – die bisherigen drei Einzelflügel wurden durch Zwischenbauten verbunden – sowie der Neubau eines Hoftheaters, des späteren Ballhauses, unmittelbar neben dem Schloss.
Im Jahr 1813, nach der Niederlage Napoleons, kehrte der geflüchtete Kurfürst Wilhelm I. zurück nach Kassel und in den Bergpark. Sein Nachfolger Wilhelm II. ließ 1826 mit dem Neuen Wasserfall das letzte große Bauwerk der Wasserspiele anlegen. Der auf ihn folgende Friedrich Wilhelm I. sympathisierte im Preußisch-Österreichischen Krieg von 1866 mit Österreich. Da nutzten auch die verwandtschaftlichen Beziehungen zum preußischen Hof nichts mehr: Nach dem militärischen Sieg Preußens wurde er inhaftiert, und die Jahrhunderte währende Geschichte des Herrscherhauses von Hessen-Kassel, der Bauherren des Bergparks, war abgeschlossen.

### 1866–1918

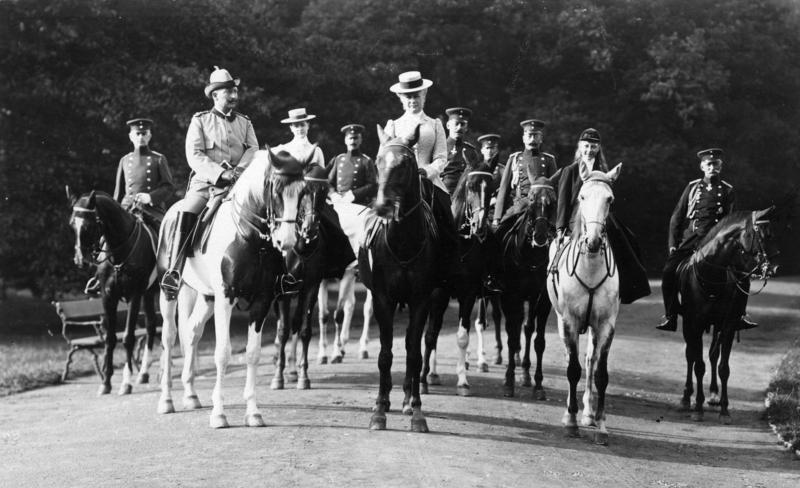
Das Kaiserpaar beim Ausritt im Bergpark 1906

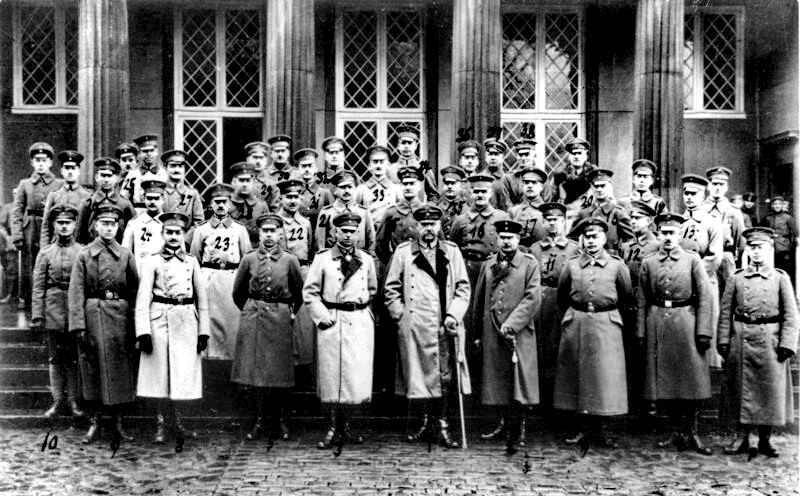
Mitglieder des „Großen Hauptquartiers“ im November 1918 vor der Schlosswache

Kassel wurde preußische Provinzhauptstadt und der Ausbau des Bergparks Wilhelmshöhe damit endgültig beendet. Das Schloss Wilhelmshöhe wurde 1870 kurzzeitig zum Staatsgefängnis des neuen Deutschen Reiches: Der im Deutsch-Französischen Krieg unterlegene Kaiser Napoleon III. war als Gefangener im Schloss Wilhelmshöhe.
Ab 1899 nutzte der deutsche Kaiser Wilhelm II. Schloss Wilhelmshöhe als jährliche Sommerresidenz. Schloss und Park bildeten damit in den folgenden Jahren wieder einen Handlungsort der europäischen Politik. Nach dem Waffenstillstand von Compiègne im November 1918 war das Schloss Sitz des Großen Hauptquartiers bis Februar 1919. Von einem Nebengebäude des Schlosses aus organisierte und leitete Paul von Hindenburg nach dem Ende des Ersten Weltkriegs den Rückzug und die Demobilisierung des Deutschen Heeres.

### 20. Jahrhundert
Im 20. Jahrhundert erfolgten keine zeitgenössischen Ausbauten oder Erweiterungen der eigentlichen Parkanlage. Lediglich von 1950 bis 1955 bestand die erfolglose Waldbühne Wilhelmshöhe im nördlichen Teil des Gartens. Es fanden ausschließlich konservatorische Maßnahmen statt, welche die vorhandene Substanz des 18. und 19. Jahrhunderts bewahren sollten. Zusätzlich kam es zu Infrastrukturbauten in Form von Straßen und Parkplätzen, die eine problematische Beeinträchtigung des Bergparks darstellen. So führen heute teils mehr als sechs Meter breite, asphaltierte Nebenstraßen durch die Kernbereiche des Parks, die sich kaum mit Schwarzkopfs „Garten Wegen“ (s. o.) vereinbaren lassen.
In den Jahren 1923 bis 1927 fuhren bekannte Rennfahrer wie Caracciola, Jörns, Kappler oder Rosenberger im Bergpark Autorennen um den Bergpreis von Kassel. 1951 bis 1954 belebten Motorradrennen diese Tradition kurzzeitig wieder. Seit 2005 wird das Bergparkrennen mit historischen Autos und Motorrädern alle 2 Jahre veranstaltet.

### Heute
In den frühen 2000ern wurden seitens der Landesregierung von Hessen Pläne zur Neustrukturierung der Museen in Kassel vorangetrieben, um deren Attraktivität für Besucher zu steigern. Aus dieser Neustrukturierung ging im Jahr 2006 die Museumslandschaft Hessen Kassel (mhk) hervor, die auch die Kasseler Liegenschaften der Verwaltung der Staatlichen Schlösser und Gärten Hessen übernahm. Davon war auch der Bergpark betroffen, wobei unter anderem die seit 1986 geplante Bewerbung zum Weltkulturerbe gefördert wurde. Die Bewerbung musste jedoch lange Zeit aus politischen Gründen ruhen, da nach 1990 die Bundesrepublik zunächst mehr Natur- und Kulturdenkmäler aus den neuen Bundesländern zur Aufnahme vorschlug. Am 23. Juni 2013 wurde der Bergpark zum UNESCO-Weltkulturerbe ernannt.

## Der Park

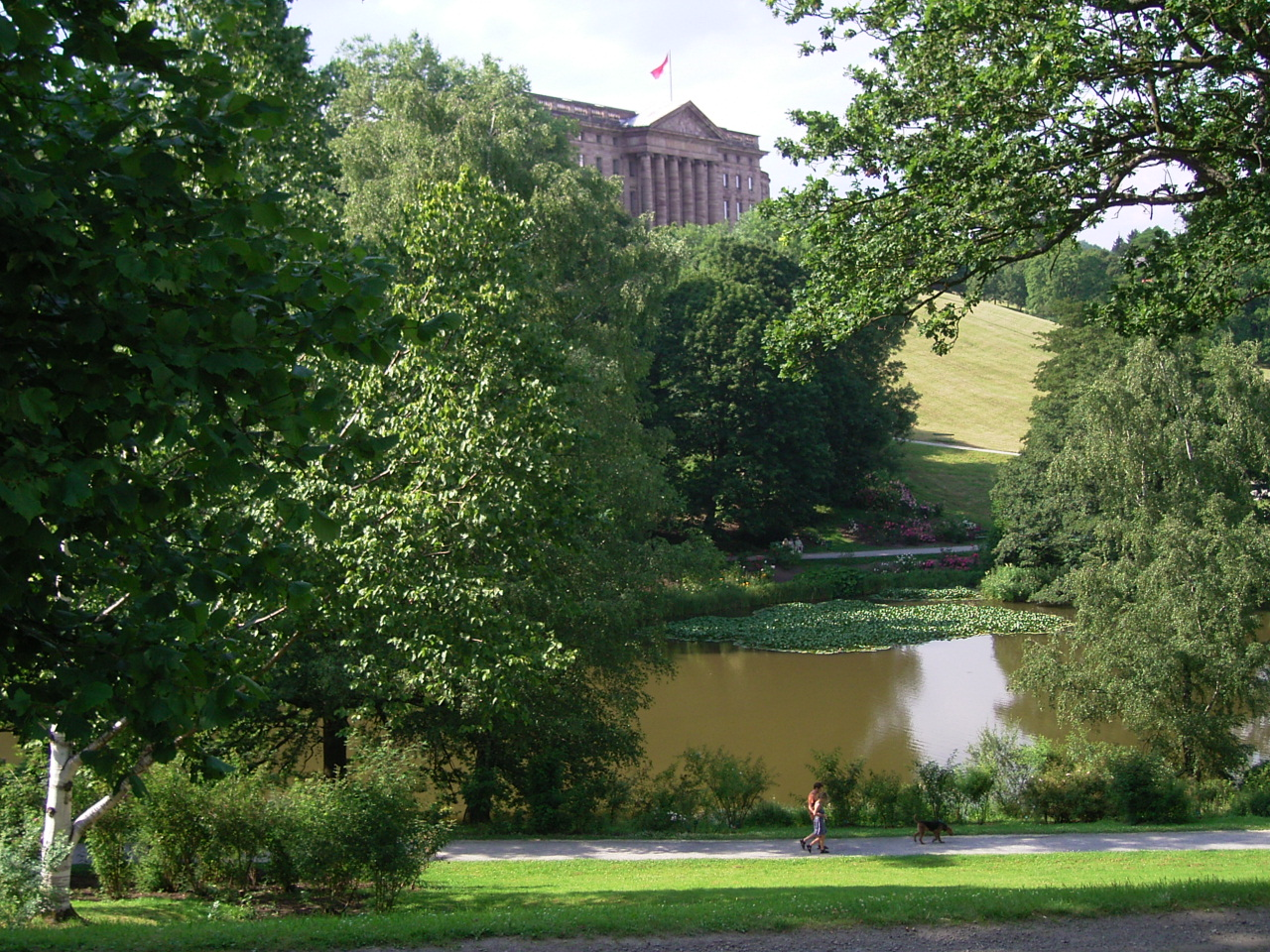
Blick von Süden auf den Lac; im Hintergrund Schloss Wilhelmshöhe.

### Landschaftsbild
Die Größe des Bergparks, die komplexe Topografie, das ausgedehnte Wegenetz und der Einfluss von Wetter und Jahreszeiten führen dazu, dass sich selbst langjährigen Parkbesuchern bei jedem Aufenthalt neue Eindrücke und Ausblicke bieten können. Die aufwendig gestaltete Landschaft des Parks besteht aus vielen aufgelockerten Grünflächen und Waldabschnitten, die fließend in den Baumbestand des umgebenden Habichtswaldes übergehen. Vor allem im oberen, westlichen Bereich ist der Park nicht klar abgegrenzt.

### Infrastruktur
Die Infrastruktur des Parks umfasst hauptsächlich Spazier- und Wanderwege. Neben den bereits erwähnten Nebenstraßen, die durch den Bergpark führen, kann als Teil der barocken Gesamtkonzeption Bergpark-Wilhelmshöhe auch die Wilhelmshöher Allee betrachtet werden. Sie wurde als rund 4,5 Kilometer lange, völlig gerade verlaufende Ost-West-Achse vom damaligen Stadtrand Kassels zum Schloss Wilhelmshöhe und damit auch in Ausrichtung zum Bergpark und Herkules angelegt. Ein weiterer Teil dieser Konzeption ist die Rasenallee, die direkt aus dem Park in Richtung Norden zum Schloss Wilhelmsthal in der Gemeinde Calden führt.

### Topographie

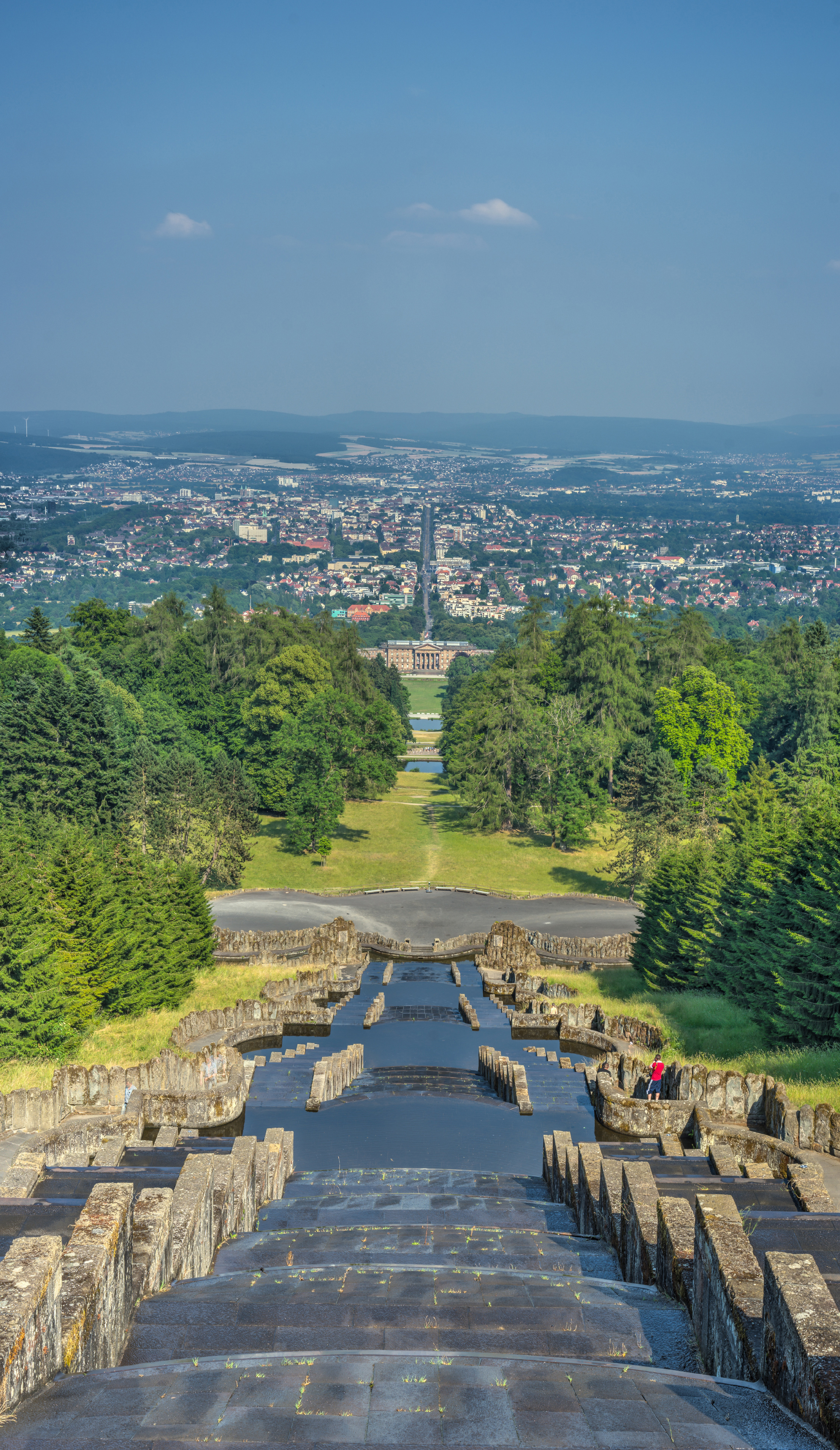
Blick über die zentrale Parkachse nach Kassel; vorne die Kaskaden

Zwischen dem Herkules (515 m; auf dem mit 526,2 m noch etwas höheren Plateau des Karlsbergs), der an der höchsten Stelle der Sichtachse Schloss Wilhelmshöhe-Herkules errichtet wurde, und dem Schloss Wilhelmshöhe (ca. 282 m), das im unteren Parkteil steht, besteht ein Höhenunterschied von 238 Meter. Bis hinunter zum westlichen Ende der Wilhelmshöher Allee Ecke Mulangstraße (231 m), wo der Bergpark etwa beginnt, sind es sogar 292 Meter Höhenunterschied.
Der Hüttenberg (555 m), auf dem sich Mauer- und Fundamentreste des Kleinen Herkules (auch Alter Winterkasten genannt) befinden, stellt die höchste Stelle des Bergkamms dar; dessen zweithöchste Stelle ist der Berg Elfbuchen (551,30 m), der sich auch innerhalb des Habichtswaldes aber wohl etwas außerhalb des Bergparks direkt auf der waldreichen Grenze zum Stadtteil Harleshausen befindet.
Der genannte Höhenunterschied ist für den Parkbesucher unmittelbar erlebbar: Am Herkules ist es meist etwas kühler und oft auch windiger als am tiefer und geschützter liegenden Schloss. Die Topografie bildet sich aber auch in der Vegetation ab: Oben am Karlsberg wirkt die Bepflanzung karg, beinahe eintönig, Nadelbäume überwiegen. Nach unten hin nimmt die Zahl der Baumarten zu, bis die Vegetation am Schlossteich (Lac), der nochmals etwas tiefer als das Schloss liegt, vielfältig und fast tropisch wirkt.

### Flora
Den Schwerpunkt der Bepflanzung im Bergpark Wilhelmshöhe bilden weniger Blumen als vielmehr Gehölze, also Sträucher und vor allem Bäume. Fast schon eine Ausnahme bildet die Rosensammlung auf der im Lac gelegenen Roseninsel. Die Insel wurde 1795 vollendet und die dort gezüchtete Perle vom Weissenstein von 1795 gilt als erste Rosenzüchtung Deutschlands.

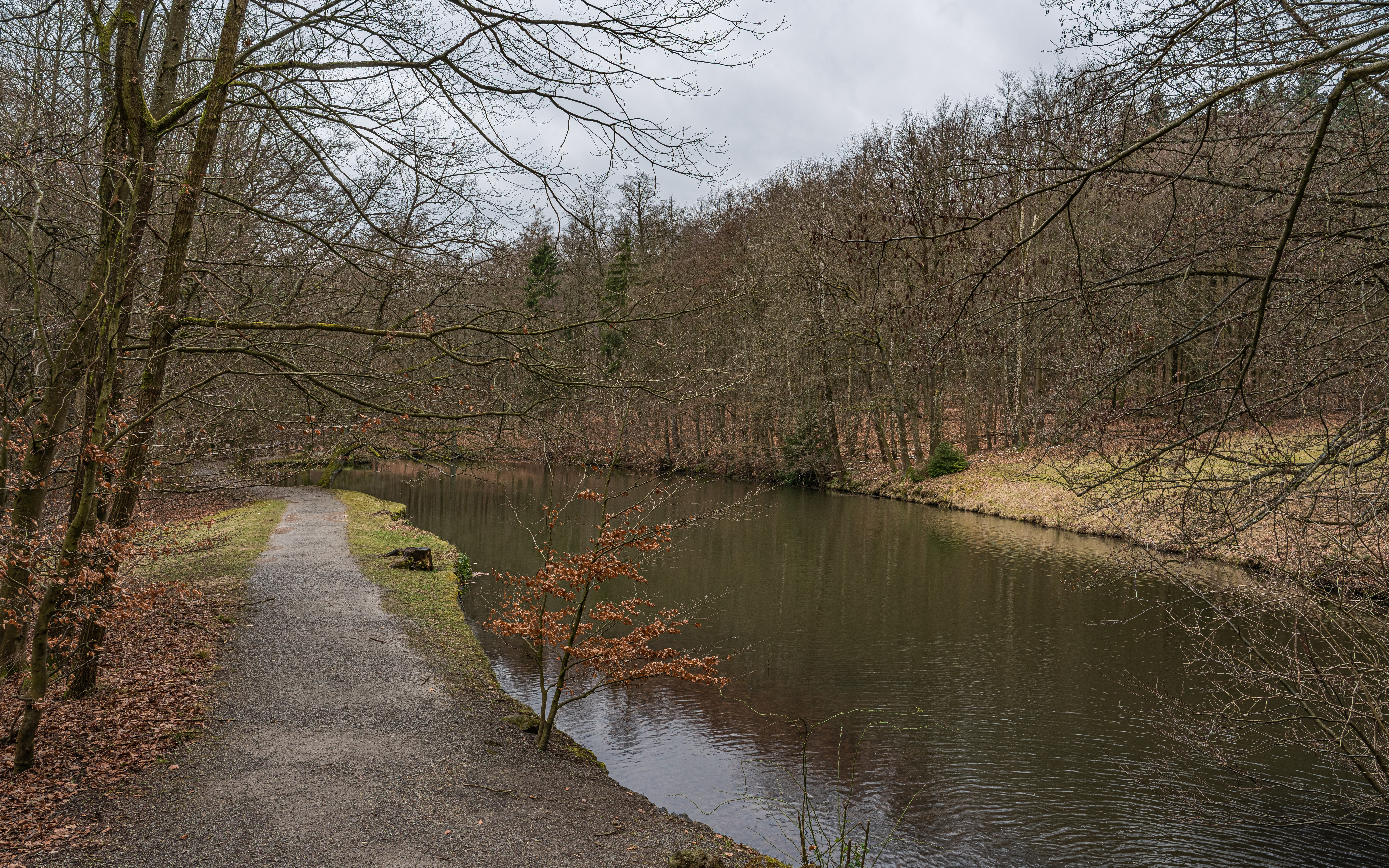
Fontänenreservoir (auch Großes Reservoir)

Die dominierende Rolle der Bäume und Sträucher geht bereits auf das späte 18. Jahrhundert zurück, als der Park nach dem Vorbild des englischen Landschaftsparks umgestaltet wurde. Viele verschiedene Baumarten aus unterschiedlichen Herkunftsländern zu pflanzen und damit auch zu sammeln, war eine Zeiterscheinung, die dem aufkommenden naturkundlichen Interesse entsprang. 1777 wurden bereits 329 Arten gezählt, davon 128 aus Nordamerika. Ein Verzeichnis von 1785 führt dann schon 431 Arten an. Die ersten Gehölze aus fremden Kontinenten stammten überwiegend von der nordamerikanischen Atlantikküste, zu Beginn des 19. Jahrhunderts vermehrt auch von der amerikanischen Pazifikküste und ab Mitte des 19. Jahrhunderts aus Asien.
Bis heute prägt der vielfältige Baum- und Strauchbestand aus ganz Europa, Nordamerika und Asien den Park. Die bis 1955 zurückreichende Tradition, gedruckte Broschüren zu veröffentlichen, wurde 2019 mit Welterbe Bergpark Wilhelmshöhe – Bäume und Sträucher fortgesetzt. Etwa 700 Gehölze des Bergparks sind nummeriert und in diesem überarbeiteten dendrologischen Führer erfasst, wobei etliche Arten mehrfach vorkommen. Im Rahmen dieser Überarbeitung wurden ca. 50 Gehölze nachgepflanzt.
Im Park befindet sich eine Europäische Lärche, die im Oktober 2021 durch die Deutsche Dendrologische Gesellschaft zum Nationalerbe-Baum ausgezeichnet wurde. Der Stammumfang dieses Baumes gemessen in einer Höhe von 1,50 m beträgt 4,77 m (Stand: Oktober 2021) und sein Alter wird auf 220 bis 250 Jahre geschätzt.

#### Gärtnerische Leitung

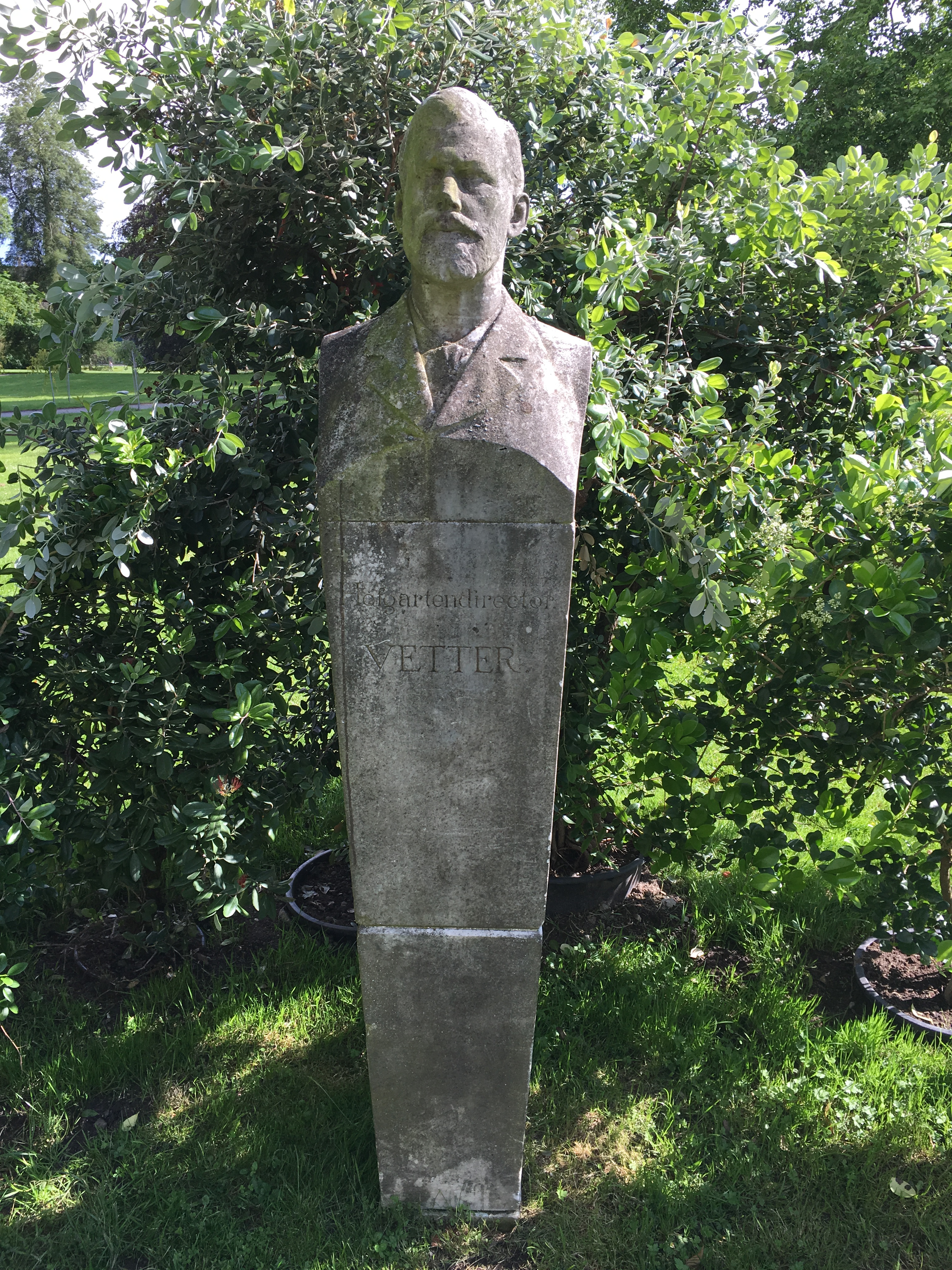
Gedenkstele für Franz Vetter am Großen Gewächshaus (2016)

Über die Jahrhunderte sind Umgestaltungen im Park auch mit der Person des gärtnerischen Leiters, ursprünglich des Hofgärtners, verbunden. So mit Daniel August Schwarzkopf der Wandel zum Englischen Landschaftspark am Ende des 18. Jahrhunderts. Spätere Leiter waren:
| von  | bis  | Titel              | Name                    |
| ---- | ---- | ------------------ | ----------------------- |
| 1822 | 1864 | Hofgartendirektor  | Wilhelm Hentze          |
| 1864 | 1891 | Hofgärtner         | Franz Vetter            |
| 1891 | 1898 | Hofgärtner         | Gustav Adolf Fintelmann |
| 1898 | 1918 | Hofgärtner         | Ernst Virchow           |
| 1918 | 1938 | Gartendirektor     | Rudolf Hörold           |
| 1945 | 1959 | Gartenbauinspektor | Helmuth Junggebauer     |
| 1959 | 1970 | Gartenbauinspektor | Alexander Bothmann      |
| 1970 | 2003 | Gartenbauamtsrat   | Hermann Mielke          |

### Wasserspiele

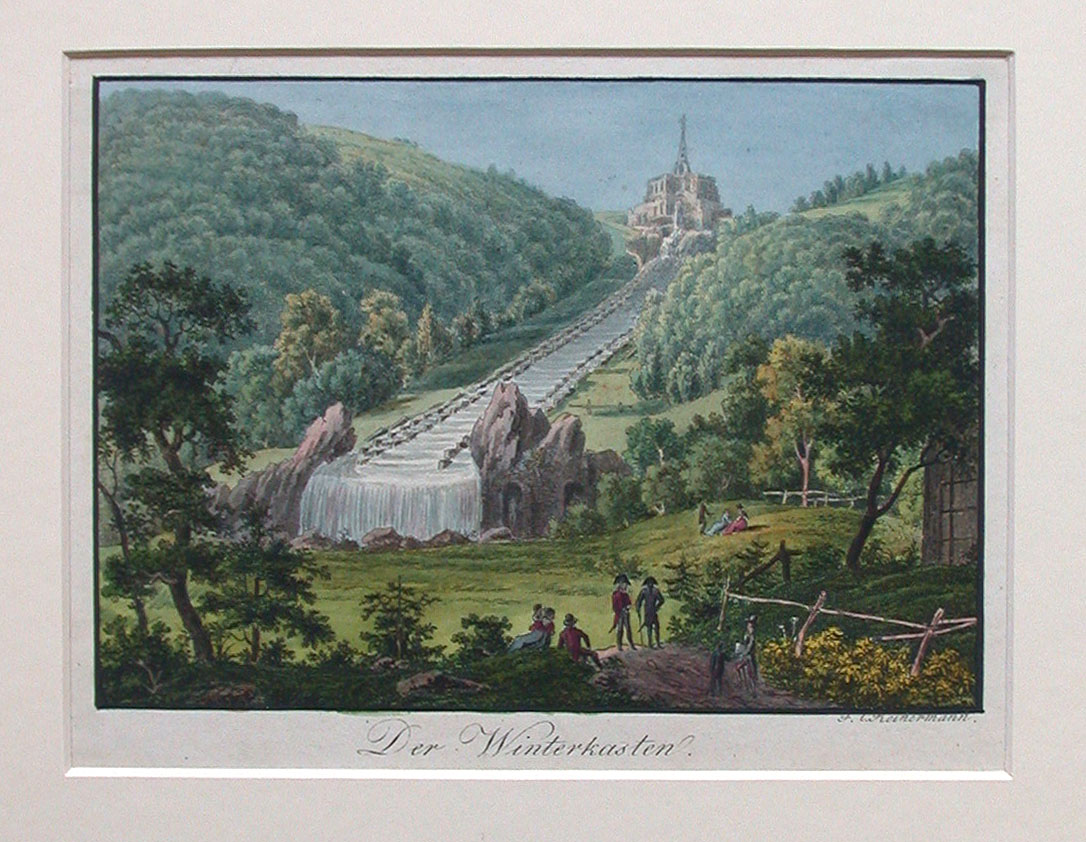
Das Herkules-Bauwerk mit den vorgelagerten Großen Kaskaden während der Wasserspiele (Stahlstich um 1800)

Ein wichtiges Element im Bergpark Wilhelmshöhe ist das Wasser. Man begegnet ihm in Form von gefassten Bassins oder scheinbar natürlichen Teichen und Seen, als Bach und als Kaskade. Besonders in der Hauptachse des Parks (Herkules–Schloss) ist Wasser immer präsent, sichtbar und oft auch sprudelnd und gurgelnd hörbar. Ständig fließt eine geringe Menge Wasser den Berghang hinab, am Schloss vorbei, Richtung Schlossteich, dem Lac.
Die Landgrafen und ihre Architekten ließen Wasserbauwerke anlegen, mit denen man für die Wasserspiele (historisch auch „Wasserkünste“ genannt) zeitweise große Mengen einsetzen kann. Dafür wird auf den Höhen des Habichtswaldes über ein Grabensystem Regen- bzw. Oberflächenwasser in Speicherbecken gesammelt. Eines davon ist das Sichelbachbecken, das mit 6300 Quadratmeter Fläche, sieben Meter Tiefe und 40.000 Kubikmeter Fassungsvermögen beim Vorwerk Sichelbach ca. 1 km westlich des Herkules liegt.
Die Wasserspiele basieren noch immer auf der jahrhundertealten Technik, funktionieren ausschließlich mit dem vorhandenen Gefälle und kommen daher ohne Pumpen aus. Alle Schieber müssen von Hand geöffnet und geschlossen werden. An den einzelnen Orten benötigt das Wasser etwa zehn Minuten, um diese komplett zu passieren. Der Ablauf ist heute so konzipiert, dass die Besucher das Wasser von oben bis nach unten begleiten, und im Verlauf von 1 Stunde und 15 Minuten alle Stationen bzw. Wasserbilder betrachten können.
Das Wasser passiert auf seinem Weg in einer komplexen Choreografie eine Reihe von einzig zu diesem Zweck errichteten Bauwerken. Die Gesamtmenge des Wassers, das für die Inszenierung verwendet werden kann, beträgt 2100 m³. Die gesamte Wassermenge fließt zunächst in den Schlossteich, den Lac, über dessen Auslauf in die Drusel, und von dort an der Karlsaue in die Fulda. Es wird dabei kein Wasser wieder zurück in die Speicherbecken oberhalb des Herkules gepumpt. Dadurch kann es vorkommen, dass gegen Ende von besonders warmen Sommern geplante Wasserspiele teilweise nicht stattfinden können, weil die Wasservorräte bereits aufgebraucht wurden.

#### Ablauf
Ausgangspunkt der Wasserspiele im Park ist damals wie heute das Herkules-Bauwerk, genauer die dem Oktogon östlich, hangabwärts vorgelagerten Grotten, Kaskaden und Bassins. Von oben nach unten:
- Vexierwassergrotte (mit einer hydraulisch betriebenen Walzenorgel, der sogenannten Wasserorgel[16]) und Artischockenbassin, eingefasst durch die beidseitigen Krummen Kaskaden.
- Riesenkopfplateau, eingefasst durch die beidseitigen Halbrunden Kaskaden.
- Die zentralen Großen Kaskaden mit dem vorgelagerten Neptunbassin und der Neptungrotte.

Diesem ältesten, barocken Teil der Wasserspiele, entstanden unter Landgraf Karl, folgen bergab die Stationen des späteren, romantischen Bereichs, entstanden unter Landgraf Wilhelm IX:
| Herkules                        | 14:30 |  | |                                                                |                                           |
| Kaskaden                        | 14:35 |  | |                                                                |                                           |
| Steinhöfer Wasserfall           | 15:05 |  | Das ursprünglich, nach seiner Lage, Waldwasserfall genannte Bauwerk entstand 1792–1793 nach Planungen von Carl Steinhofer. Während der Wasserspiele können 430 m³ Wasser, auf 50 m Breite, 20 m tief herabstürzen. Außerhalb der Wasserspiele lässt sich das Bauwerk als aufgegebener Steinbruch des 18. Jahrhunderts, den die Natur zurückerobert, der zuwächst lesen. In der Mitte Basalt-Stelen, die abgebaut werden, außerdem minderwertige Steine, die stehengelassen wurden. Es finden sich abgebaute Stelen, die abtransportiert werden sollten, und Geröllhalden aus Abraum. | OSM-Link zur Kartendarstellung: Steinhöfer Wasserfall          | Commons : Steinhöfer Wasserfall           |
| Wasserfall an der Teufelsbrücke | 15:20 |  | Erbaut 1791–1793 nach Plänen von Heinrich Christoph Jussow, die heutige eiserne Teufelsbrücke, entworfen von Johann Conrad Bromeis, ersetzte 1826 einen Vorgängerbau aus Holz. Während der Wasserspiele stürzen in 10 Minuten 400 m³ Wasser 10 m tief herab. Wasserfall und Brücke sind ein Zitat der historischen Teufelsbrücke in den Schweizer Alpen, über die Reuss. Die Szenerie während der Wasserspiele spiegelt die alpine Schneeschmelze mit ihrer Dramatik. | OSM-Link zur Kartendarstellung: Teufelsbrücke                  | Commons : Wasserfall an der Teufelsbrücke |
| Aquädukt                        | 15:30 |  | Erbaut 1788–1792 nach Plänen von Heinrich Christoph Jussow. Während der Wasserspiele stürzen in 10 Minuten 400 m³ Wasser ca. 30 m tief herab. Als Nachbildung eines historischen Aquäduktes verweist das Bauwerk auf die Antike und ihre technischen Leistungen. In seiner Zerstörung kann es – ebenso wie der Steinhöfer Wasserfall – als Versinnbildlichung eines Widerstreits von Natur und Technik gesehen werden. | OSM-Link zur Kartendarstellung: Aquädukt                       | Commons : Aquädukt                        |
| Große Fontäne                   | 15:45 |  | Die Große Fontäne im Fontänenteich wird über ein unterirdisches Rohr aus dem weiter oben liegenden Fontänenreservoir gespeist. Während der Wasserspiele werden in 10 Minuten 200 m³ Wasser ca. 50 m hoch geschleudert. Die Große Fontäne gilt als Höhepunkt der Wasserspiele. Eine schon Anfang des 18. Jahrhunderts vorhandene Fontäne wurde Jahrzehnte später umgebaut, versetzt und erreichte erst in der zweiten Hälfte des 18. Jahrhunderts die heutige geysirartige Form und Höhe.                                                                                             | OSM-Link zur Kartendarstellung: Große Fontäne im Fontänenteich | Commons : Fontänenteich                   |

Der Neue Wasserfall wurde nach Beschädigungen im Zweiten Weltkrieg nicht wieder in den Ablauf eingebunden.

#### Veranstaltungstermine
Vom 1. Mai bis zum 3. Oktober finden an jedem Mittwoch, Sonntag sowie an hessischen Feiertagen die Kasseler Wasserspiele statt (ursprünglich und teilweise auch heute wieder als Wasserkünste bezeichnet). Beginn ist um 14:30 Uhr am Fuß des Herkules. In den Sommermonaten finden abends an vorher bekannt gegebenen Terminen beleuchtete Wasserspiele statt, bei denen die einzelnen Orte farbig illuminiert werden. Der Eintritt ist frei, jedoch ist die Barrierefreiheit eher eingeschränkt.
Die Veranstaltung zieht – insbesondere bei gutem Wetter im Hochsommer und sonntags – teilweise bis zu mehrere Tausend Besucher an.

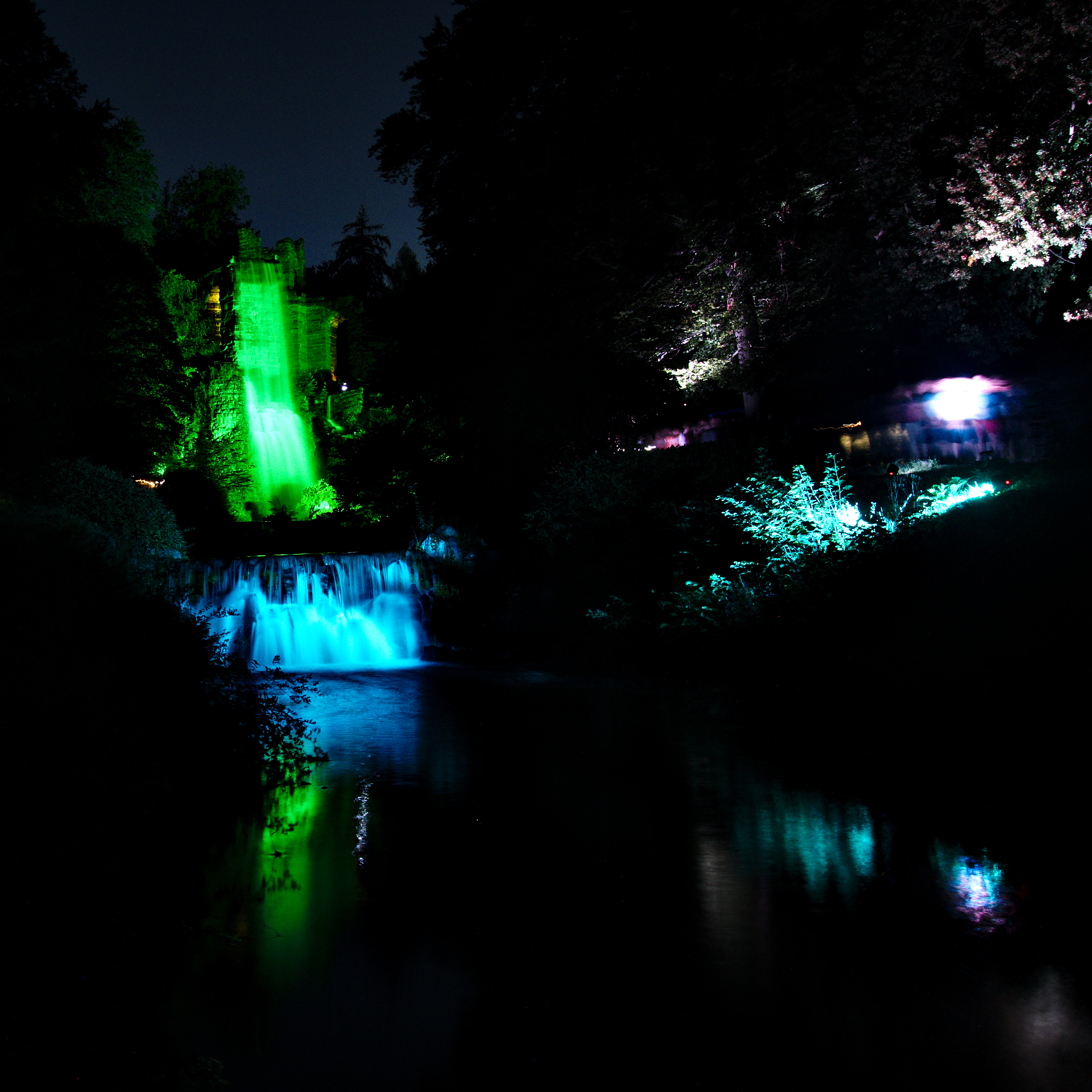
Beleuchtete Wasserspiele – Aquädukt (2019)

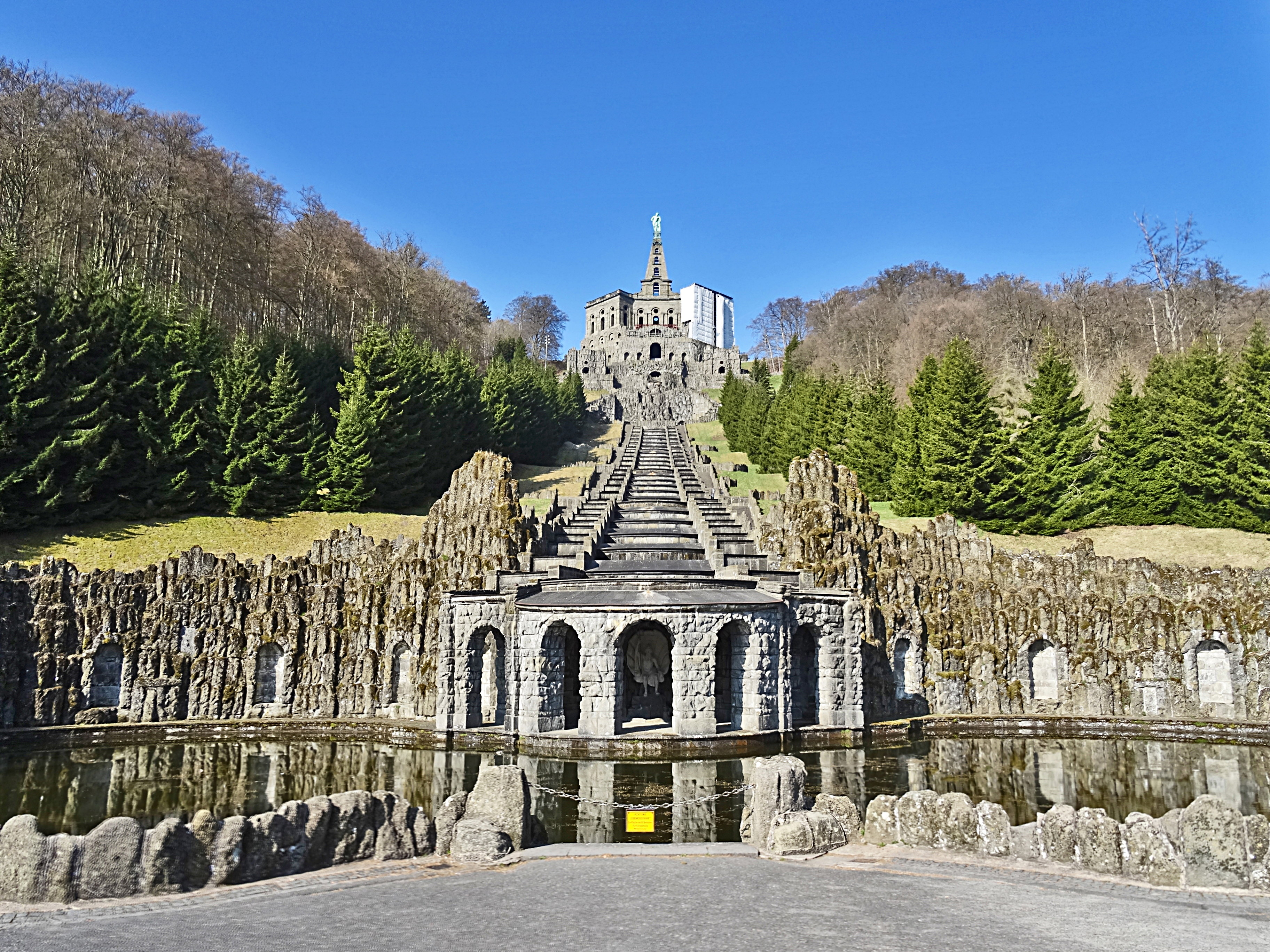
Herkulesbauwerk, Neptunbassin und Große Kaskaden

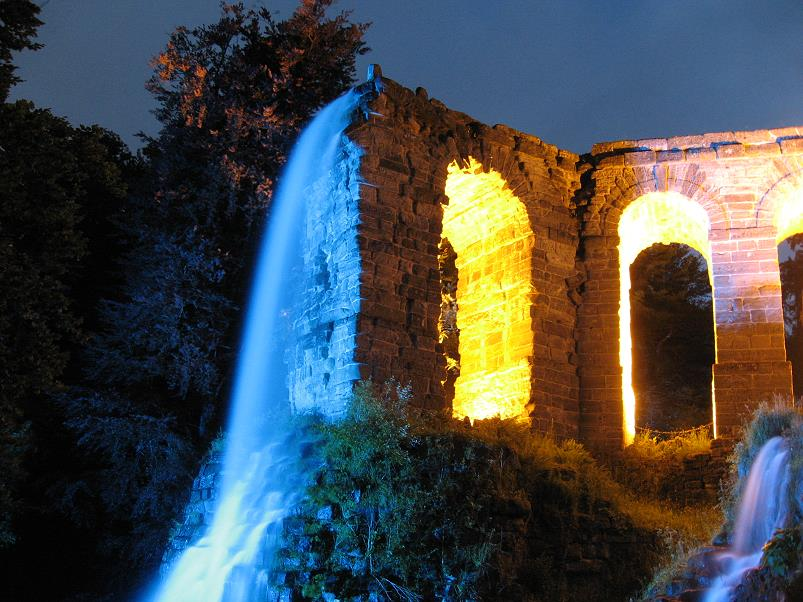
Beleuchtete Wasserspiele – Aquädukt (2013)
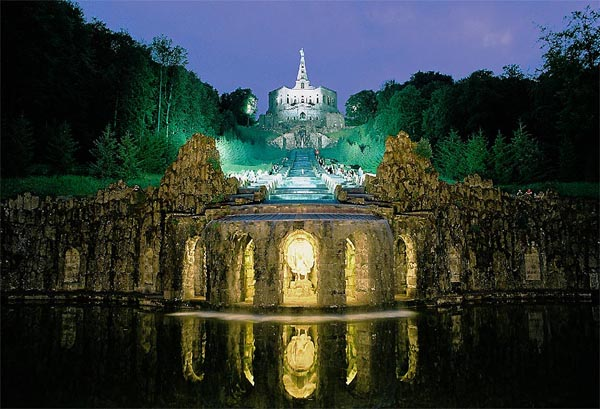
Beleuchtete Wasserspiele – Herkules mit Kaskaden
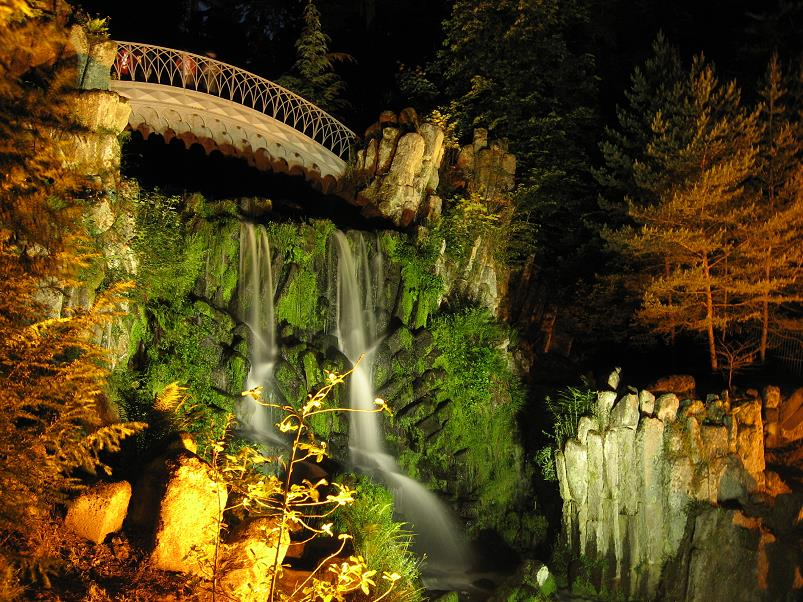
Beleuchtete Wasserspiele – Teufelsbrücke

## Gebäude im Bergpark

### Schloss Wilhelmshöhe

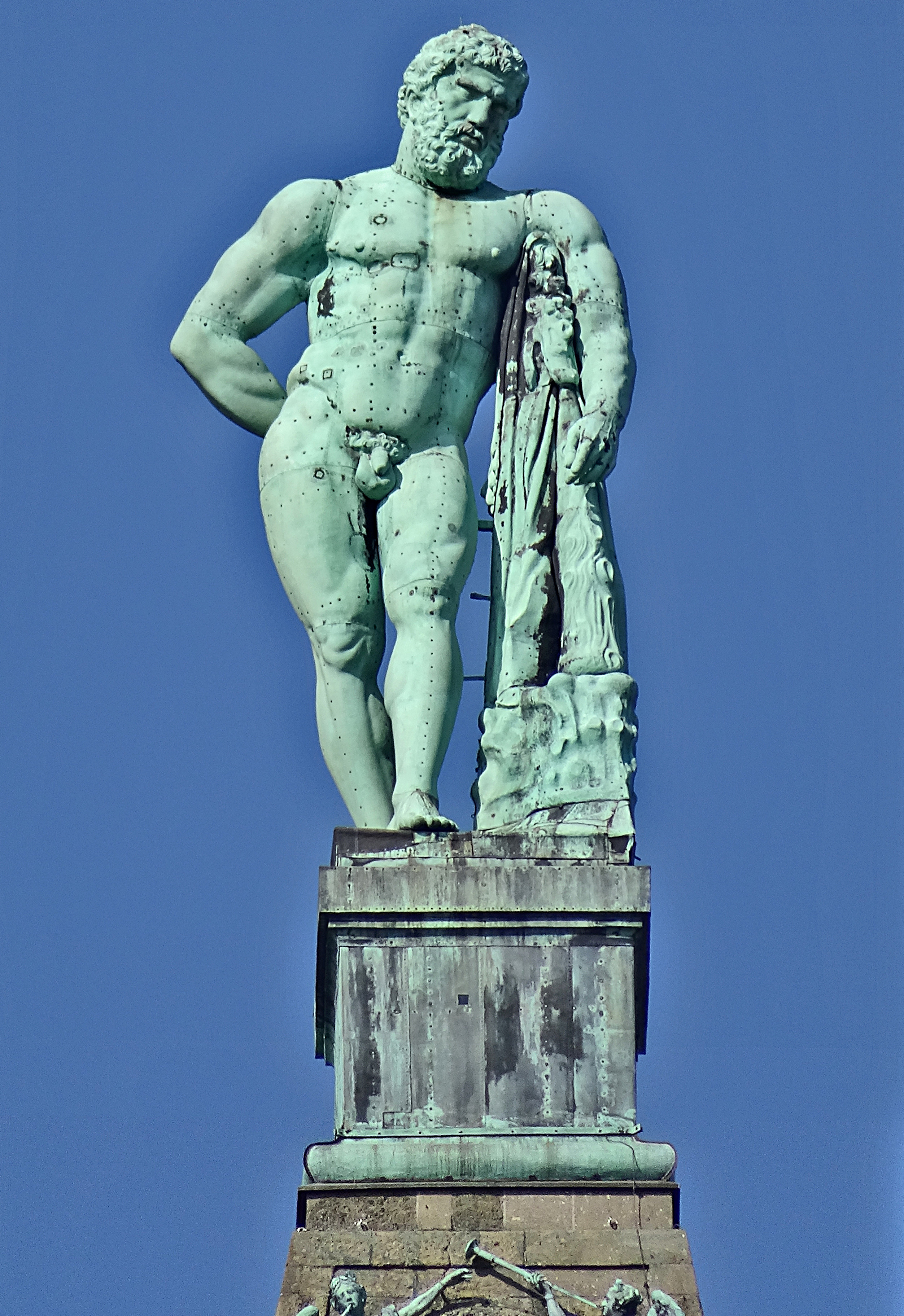
Herkules-Statue

Keimzelle des gesamten Bergparks ist das Schloss Wilhelmshöhe (ca. 282 m), das auf der östlichsten und untersten Stelle der Sichtachse Schloss Wilhelmshöhe-Herkules steht. Am Ort des früheren Klosters Weißenstein der Augustinermönche ließ Landgraf Moritz von Hessen-Kassel 1606 bis 1610 ein Jagdschloss erbauen, aus dem sich von 1786 und 1798 das Schloss Wilhelmshöhe entwickelte. Heutzutage enthält es unter anderen die Gemäldegalerie Alte Meister und die Antikensammlung.

### Herkules
Auf der westlichsten und höchstgelegenen Stelle der Sichtachse Schloss Wilhelmshöhe-Herkules steht der von 1701 bis 1717 errichtete Herkules (515 m). Das Bauwerk (71 Meter hoch) gilt als das Wahrzeichen von Kassel und steht – schon von weitem sichtbar – auf dem östlichsten Bergkamm des Habichtswaldes. Die dem Herkules vorgelagerten Kaskaden sind der Ausgangspunkt der zahlreich besuchten Kasseler Wasserspiele.

### Löwenburg

Löwenburg

Im südlichen Teil des Bergparks und damit südlich der Sichtachse Schloss Wilhelmshöhe-Herkules steht die Löwenburg auf etwa 350 m Höhe. Sie entstand nach Entwürfen von Heinrich Christoph Jussow in der Zeit von 1793 bis 1800. Die Löwenburg ist die Nachahmung einer mittelalterlichen englischen Ritterburg und wurde, romantisch historisierend, bewusst als verfallende Teilruine erbaut. Im Zweiten Weltkrieg zerstörten Bomben einen der Türme. Dieser wurde im Zuge der Sanierung 2005–2022 wieder aufgebaut. Ein weiterer Turm wurde bereits als verfallende Ruine konzipiert und erbaut.

### Gewächshäuser

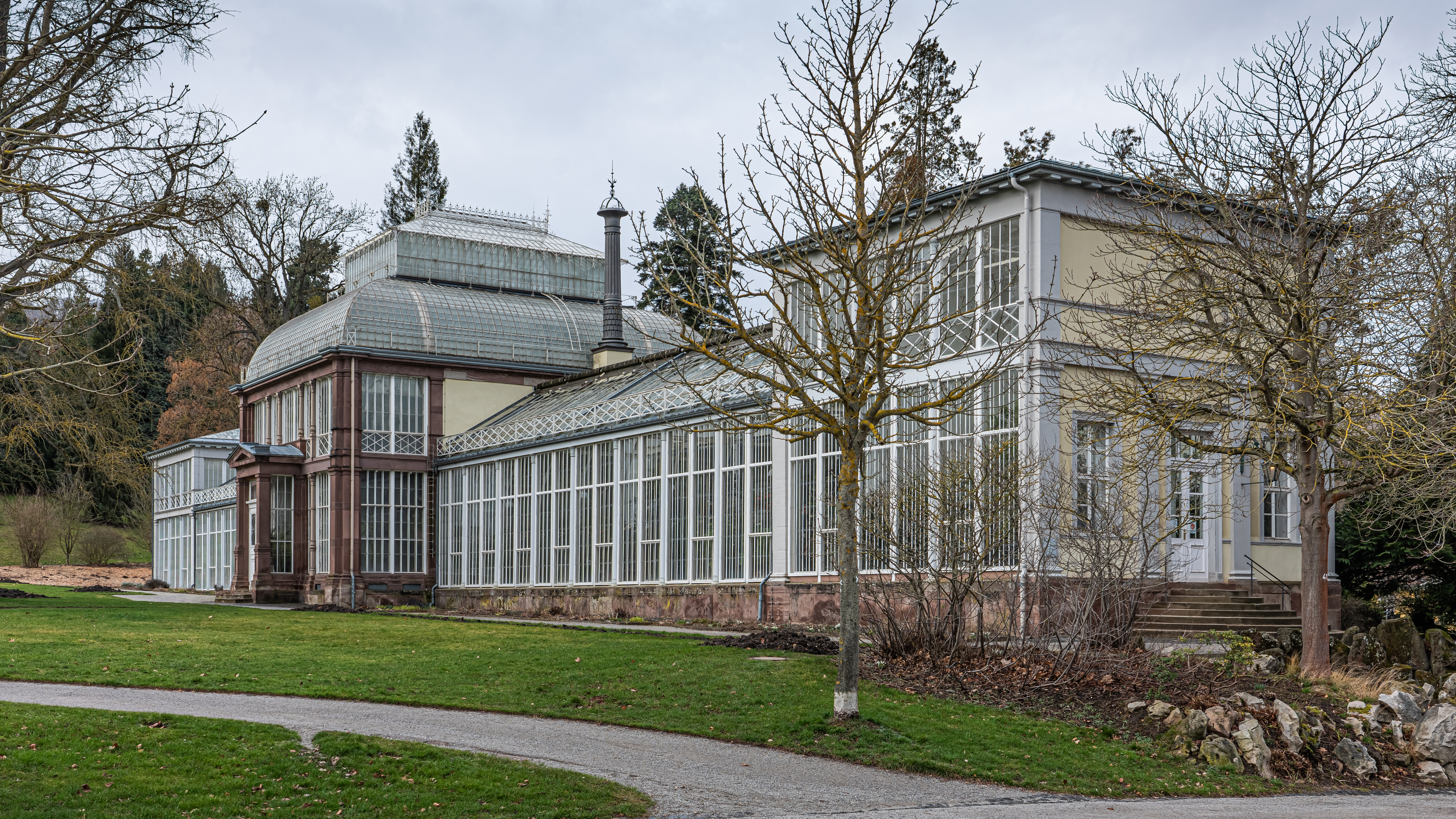
Großes Gewächshaus

Im Bergpark Wilhelmshöhe gibt es mehrere Gewächshäuser:
- Das Große Gewächshaus steht etwas westnordwestlich des Ballhauses. Es ist eine der ersten Stahl-Glas-Konstruktionen überhaupt und wurde 1822 nach Plänen von J. C. Bromeis errichtet. Bauherr war Kurfürst Wilhelm II. 1887 wurde der ursprünglich runde Mittelbau durch ein kubisches Palmenhaus ersetzt. Heute kann es von Oktober bis Mai besichtigt werden.
- Mehrere weitere einfache erhaltene Gewächshäuser befinden sich westlich des ehemaligen Marstalls. Sie stammen zum Hauptteil aus dem 20. Jahrhundert und werden heutzutage durch die Anzuchtgärtnerei der Wilhelmshöhe genutzt.[28]

### Weitere Gebäude

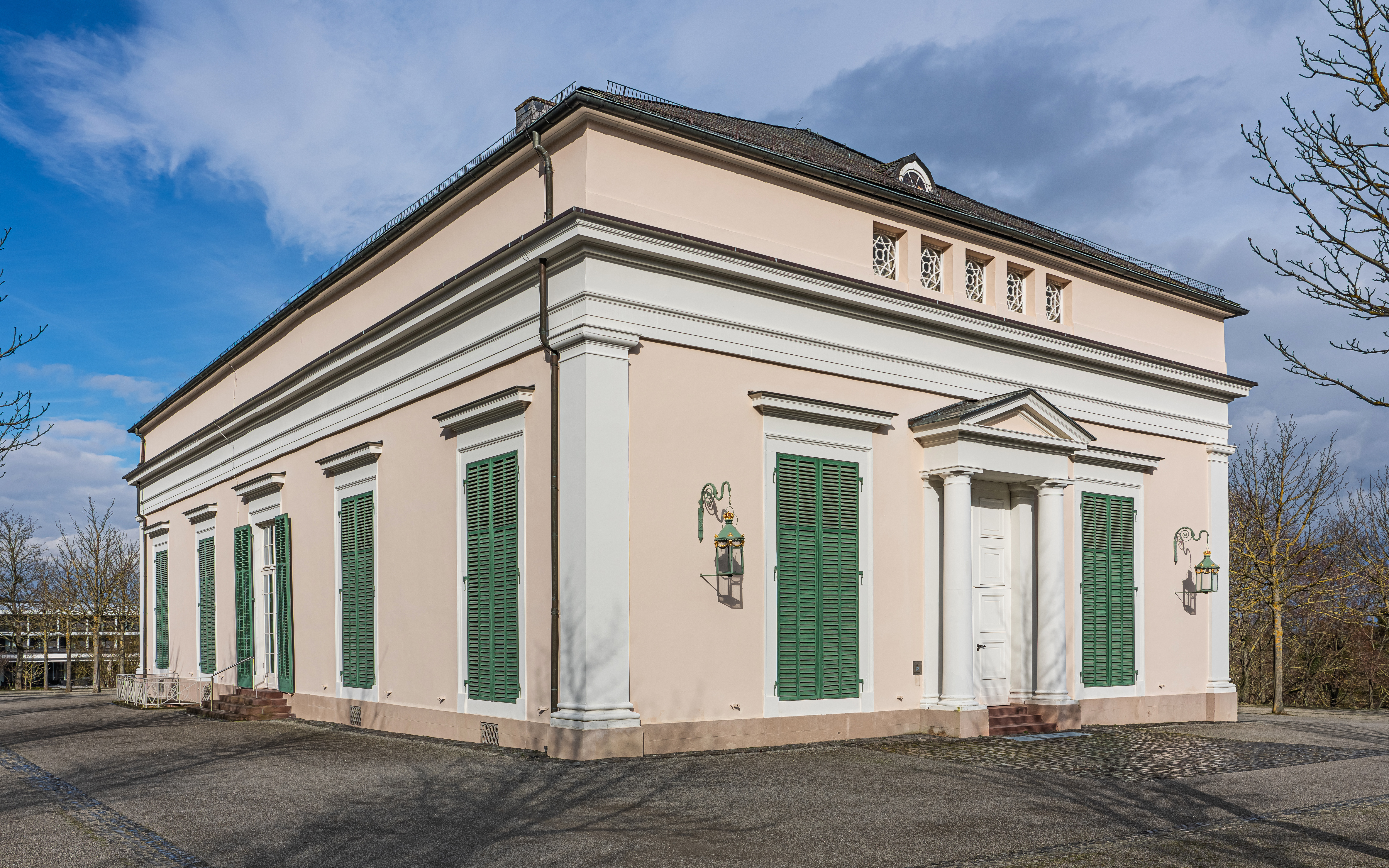
Ballhaus

- Das Ballhaus befindet sich direkt nördlich des Schlosses Wilhelmshöhe. König Jérôme von Westphalen, der jüngste Bruder Napoleons, ließ es von 1809 bis 1810 als Hoftheater von Leo von Klenze erbauen. Das freistehende, klassizistische Gebäude wurde neben dem Nordflügel des Schlosses platziert und ist ein Frühwerk des später berühmten Architekten. Zwischen 1828 und 1830 wurde es unter Kurfürst Wilhelm II. von Hessen-Kassel von Johann Conrad Bromeis in einen Ballsaal umgewandelt. Es wurde weniger vom Hof selbst als vom gegenüberliegenden Hotel genutzt. Heute dient es der Museumslandschaft Hessen-Kassel als Ausstellungs- und Veranstaltungsgebäude.
- Das Kaskadenaufseherhaus ist direkt unterhalb des Herkules, am Neptunbecken, gelegen. Erbaut wurden es zwischen 1803 und 1809 nach Plänen von Heinrich Christoph Jussow als eingeschossiger, steinsichtiger Massivbau mit gemäßigten Anklängen an die Revolutionsarchitektur. In den Anfangsjahren war es das Wohnhaus der Parkaufseher, danach wurde es bis heute als Gastwirtschaft für die Parkbesucher genutzt.
- Unmittelbar angrenzend an den Bergpark liegt das Schlosshotel Wilhelmshöhe. 1827 wurde hier unter Kurfürst Wilhelm II als Bauherr ein erstes Hotel errichtet. Im Zweiten Weltkrieg wurde dieses jedoch zerstört, so dass 1955 nach den Plänen von Paul Bode ein Hotelneubau eröffnet wurde. Herausragende Bedeutung in der deutschen Geschichte erlangte das Hotel, da von hier aus zum einen Paul von Hindenburg den Rückzug und die Auflösung der Truppen nach dem Ersten Weltkrieg organisierte und hier zum anderen die innerdeutschen Gespräche zwischen Willy Brandt und Willi Stoph stattfanden.
- Das Alte Stationsgebäude bei der Endhaltestelle der derzeitigen Straßenbahnlinie 1 wurde 1898 errichtet. Es beherbergt aktuell eines von zwei Besucherzentren des Bergparks Wilhelmshöhe.

### Ökonomiebereich
Im Ökonomiebereich nördlich von Schloss Wilhelmshöhe, jenseits von Tulpenallee/Wilhelmshöher Allee, lagen Flächen und Gebäude zur Versorgung des Hofs sowie das Gärtnereigelände. Heute ist dieser Bereich in großen Teilen durch asphaltierte Straßen und Parkplätze geprägt.
| Marstall     |  | Erbaut 1791 nach Plänen von Heinrich Christoph Jussow, umgebaut und erweitert 1822 von Johann Conrad Bromeis, ein dreiflügeliger Pferdestall mit Kammern im Obergeschoss, der sich um einen Innenhof gruppiert. Heute befindet sich der Betriebshofs des Bergparks Wilhelmshöhe im Marstallgebäude. Das nördliche Kopfende des westlichen Marstallflügels bildet das sogenannte Gärtnerhaus. Es beherbergt heute die Gartenverwaltung. | OSM-Link zur Kartendarstellung: Marstall     | Commons : Marstall     |
| Kavalierhaus |  | Das unter Landgraf Friedrich II. zunächst als Hofgärtnerwohnung errichtete und um 1780 durch Simon Louis du Ry als Wohnhaus für die berittene Leibgarde umgebaute Gebäude wurde versetzt und 1825 nach Plänen von Johann Conrad Bromeis erneut umgebaut. Das Haus ist heute eines der Verwaltungsgebäude der Museumslandschaft Hessen Kassel.                                                                                          | OSM-Link zur Kartendarstellung: Kavalierhaus | Commons : Kavalierhaus |
| Reithalle    |  | Den nördlichen Abschluss des Marstallhofs bildet die Reithalle aus dem Jahr 1797. Das Fachwerkgebäude wird in den Sommermonaten für Konzerte und Lesungen genutzt. | OSM-Link zur Kartendarstellung: Reithalle    | Commons : Reithalle    |
| Wachhaus     |  | Das auch Alte Wache genannte ehemalige Wachhaus entstand 1824–1826 nach Plänen von Johann Conrad Bromeis. Seit langem befindet sich im klassizistischen Gebäude ein Café-Betrieb (früher Schlosscafé, heute Alte Wache). | OSM-Link zur Kartendarstellung: Wachhaus     | Commons : Wachhaus     |
| Alte Post    |  | In dem ehemaligen Postgebäude, das 1897 für Kaiser Wilhelm II, der regelmäßig im benachbarten Schloss Wilhelmshöhe die Sommer verbrachte, errichtet wurde, befindet sich heute die Museumspädagogische Abteilung der Museumslandschaft Hessen Kassel. | OSM-Link zur Kartendarstellung: Alte Post    | Commons : Alte Post    |
| Remise       |  | Die ehemalige Remise ist nicht mehr im Originalzustand, sie wird seit 1990 durch das Schlosshotel als Tagungsort genutzt. | OSM-Link zur Kartendarstellung: Remise       | Commons : Remise       |
| Eiskeller    |  | Der Gewölbekeller wurde um 1768 errichtet. | OSM-Link zur Kartendarstellung: Eiskeller    | Commons : Eiskeller    |

### Staffagebauten
Das architektonische Element der Staffage hat in der Gartenarchitektur eine lange Tradition. Doch vor allem in der Gartenkunst des Barocks erhält er eine zentrale Funktion und nimmt eine Vermittlerposition zwischen Architektur und Natur ein.
Im Bergpark Wilhelmshöhe befinden sich zahlreiche kleine Staffagen, denen sich keine unmittelbare Funktion zuordnen lässt. Sie liegen oft etwas abseits der Sichtachse Schloss Wilhelmshöhe-Herkules, der Parkhauptachse, an der Grenze zum ungestalteten Wald. Jede Staffage ist einzigartig, zitiert die Kunst- und Kulturgeschichte und markiert einen besonderen Aussichtspunkt in der Parklandschaft. Die heute im Park erhaltenen Staffagen stammen teilweise noch aus der Regierungszeit von Landgraf Friedrich II., wurden also in der Zeit zwischen 1760 und 1785 errichtet und in den Jahren ab 1785 in die umfangreiche „englische“ Neugestaltung integriert.
| Cestiuspyramide        |  | Erbaut um 1775 nach Plänen von Simon Louis du Ry. Die Pyramide wurde südlich der Parkhauptachse und etwas oberhalb des Fontänenteiches errichtet. Das Bauwerk aus Tuffstein besitzt eine quadratische Grundfläche von ca. sechs Meter Seitenlänge. Es ist der antiken Cestius-Pyramide, dem Grabmal des Gaius Cestius Epulo, in Rom nachempfunden. | OSM-Link zur Kartendarstellung: Pyramide               | Commons : Cestiuspyramide        |
| Grabmal des Vergil     |  | Erbaut um 1775 nach Plänen von Simon Louis du Ry. Das steinerne Bauwerk steht etwas nördlich der Parkhauptachse. Der Bau auf quadratischem Grundriss mit ca. fünf Meter Seitenlänge und einem aufgesetzten Säulenstumpf ist nach dem römischen Dichter Publius Vergilius Maro benannt und empfindet sein Grabmal bei Neapel nach. | OSM-Link zur Kartendarstellung: Grabmal des Vergil     | Commons : Grabmal des Vergil     |
| Eremitage des Sokrates |  | Erbaut 1775 nach Plänen von Simon Louis du Ry in Holz, Anfang des 19. Jahrhunderts erfolgte ein Nachbau in Stein und Fachwerk. Die einer Einsiedelei ähnlichen Hütte ist an der Vorderfront mit Baumrinde verkleidet. Das Bauwerk befindet sich am Waldrand südöstlich der Teufelsbrücke, die Sichtschneise zu seinen Füßen ermöglicht eine weite Fernsicht. Bei diesem dem griechischen Philosophen Sokrates gewidmeten Gebäude existierten bis Ende des 18. Jahrhunderts auch Pavillons, die beispielsweise an Heraklit, Archimedes und Demokrit erinnerten. Ursprünglich waren die Gebäude zugänglich, und im Inneren befanden sich Wachs- oder Gipsfiguren der antiken Gelehrten.                                                                                | OSM-Link zur Kartendarstellung: Eremitage des Sokrates | Commons : Eremitage des Sokrates |
| Merkurtempel           |  | Erbaut 1782–1783 nach Plänen von Simon Louis du Ry in Holz, umgebaut 1823 in Stein von Johann Conrad Bromeis. Der offene, runde Kuppelbau mit sechs Meter Durchmesser besitzt acht Säulen und verweist auf den Gott Mercurius. Sein Vorbild war der Tempel der Venus im englischen Landschaftsgarten Stowe. Im Zweiten Weltkrieg verlor der Tempel seine Kuppel sowie die Merkurstatue. Beides wurde 2013/2014 wiederhergestellt. | OSM-Link zur Kartendarstellung: Merkurtempel           | Commons : Merkurtempel           |
| Plutogrotte            |  | Erbaut 1766–1768, erneuert 1820 nach Plänen von Simon Louis du Ry und Johann Conrad Bromeis. Namensgeber des Bauwerks, direkt in der Parkhauptachse, ist der römische Gott Pluto. Ursprünglich waren die Fenster und Türen bunt verglast, und im Inneren waren aus Gips mythologische Szenen des Grauens und der Unterwelt dargestellt. Das Bauwerk befindet sich nicht mehr in seinem Ursprungszustand, Fenster und Türen sowie die Figurenausstattung im Inneren fehlen. In den äußeren Wandnischen stehen seit wenigen Jahren wieder zwei steinerne Meeresungeheuer von Johann August Nahl dem Älteren. Die Skulpturen stammten ursprünglich aus Schloss Wilhelmsthal und befanden sich ab 1798 bis zum Ende des 19. Jahrhunderts an der Fassade der Plutogrotte. | OSM-Link zur Kartendarstellung: Plutogrotte            | Commons : Plutogrotte            |

Das „chinesische Dorf“ Mou-lang, dessen Überreste am südöstlichen Rand des Bergparks auf dem Hang oberhalb des Lac stehen, nimmt eine Sonderrolle ein. Erbaut wurde das Ensemble ab 1781 unter Landgraf Friedrich II., erneuert und weiterentwickelt von Landgraf Wilhelm IX. (Kurfürst Wilhelm I.). Mou-lang war einerseits eine zeitgenössische Chinoiserie, das „Dorf“ und seine „Bewohner“ dienten jedoch auch landwirtschaftlichen Zwecken.
Hinzu kamen zahlreiche im Park platzierte Skulpturen, beispielsweise aus der griechischen Mythologie, die heute nicht mehr erhalten sind. Der bunte Mix aus unterschiedlichsten Architekturstilen und Epochen wirkt auf den heutigen Betrachter keineswegs befremdlich, für die damaligen Zeitgenossen war das anders, das Sammelsurium des Landgrafen konnte durchaus als „avantgardistisch“ gelten. Die Irritation ist noch über hundert Jahre später präsent, wenn Paul Heidelbach 1909 in seinem Standardwerk Die Geschichte der Wilhelmshöhe schreibt:
„… Das stilwidrige eines solchen Anachronismus drängte sich um so mehr auf, als die einzelnen, ihrem Stil nach verschiedenen Epochen und Völker angehörenden Monumente oft zu gleicher Zeit ins Auge fielen. Dem von stilistischen Bedenken freien Lustwandler mochte gerade diese verschiedenartiger Darbietungen eine ergötzliche Augenweide bedeuten, ihn, wie die Zeitgenossen sich auszudrücken pflegten, „in ein rührendes Erstaunen setzen“; der Ästhetiker empfand schon damals, dass dadurch im Betrachter ein Gemisch von Vorstellungen geweckt wurde, die das Auge zerstreuten und sich überhaupt nicht miteinander verbinden ließen. Heute, wo ein Teil dieser Schöpfungen längst wieder geschwunden ist, der andere durch dichtes Buschwerk gedeckt, gleichsam eine Welt für sich bildet, drängt sich der phantastisch-spielerische Charakter dieser Friedericianischen Neuanlagen weniger unangenehm auf…“ (Lit.: Heidelbach, 1909)
Im Rahmen der Umgestaltung unter seinem Nachfolger Landgraf Wilhelm IX., dem späteren Kurfürst Wilhelm I. in den Jahren ab 1785 verschwanden zahlreiche Staffagen, es kamen aber auch Neue hinzu:
| Felseneck          |  | Erbaut 1794 nach Plänen von Heinrich Christoph Jussow. Der oktogonale Steinbau steht am Waldrand nördlich unterhalb der Kaskaden. Aufgeteilt in Vestibül, Garderobe und Kabinett diente er als Ruhe- und Erfrischungsraum. | OSM-Link zur Kartendarstellung: Felseneck          | Commons : Felseneck          |
| Halle des Sokrates |  | Erbaut 1813–1816 nach Plänen von Heinrich Christoph Jussow. Die auch Halbrunder Tempel genannte, halbkreisförmige Säulenhalle steht auf dem Bowlinggreen westlich von Schloss Wilhelmshöhe. | OSM-Link zur Kartendarstellung: Halle des Sokrates | Commons : Halle des Sokrates |
| Jussow-Tempel      |  | Erbaut 1817–1818 nach Plänen von Heinrich Christoph Jussow. Der Tempel mit offenem Säulenumgang und geschlossenem Innenraum steht am Fontänenteich am Ende der Peneuskaskaden. Er findet sein Vorbild im englischen Stowe. Der Jussowtempel wird auch heute noch oft als Apollotempel bezeichnet. Die Verwechslung beruht auf der Tatsache, dass der Jussowtempel kurz nach dem Abbruch eines Tempels hangaufwärts gebaut wurde. Dieser kleine Apollotempel genannte Holzbau stammte aus der Zeit Friedrich II. | OSM-Link zur Kartendarstellung: Jussow-Tempel      | Commons : Jussow-Tempel      |

Das Aufseherhaus an den Kaskaden, das 1810 am Neptunbecken unterhalb der Kaskaden erbaut wurde, spielt eine besondere Rolle. Es entstand unter der Regentschaft König Jérômes. Jussow hat sich hier deutlich von der französischen Revolutionsarchitektur inspirieren lassen. Das Gebäude dient heute als Ausflugslokal.

## Bergpark, Stadt und Bürger
Der feudale landgräfliche Park ist inzwischen im Besitz des Landes Hessen und für jedermann jederzeit frei zugänglich. Die Lage des Bergpark Wilhelmshöhe – früher weit vor, heute am Rand der Stadt – führt jedoch dazu, dass das Gelände bis heute kein städtischer „Bürgerpark“ ist: Die Besucher des Parks halten sich dort bewusst auf, sind extra angereist und durchqueren ihn nicht nur zufällig. Nach Einbruch der Dunkelheit ist der in den Kernzonen unbeleuchtete Park (lediglich Schloss und Herkules werden angestrahlt) in der Regel menschenleer.
Der Bergpark bildet heute die Kulisse für unterschiedlichste Veranstaltungen und Aktivitäten: Die Bundeswehr nutzte den Park bereits für öffentliche Rekrutengelöbnisse, Künstler für Ausstellungen, wie die nächtlichen Licht(e)wege zwischen 2002 und 2005. Aber auch einzelne Bürger eignen sich das Gelände – oft inoffiziell – an: Während einige den Park für mittelalterliche Rollenspiele benutzen, trommeln andere regelmäßig in den sommerlichen Vollmondnächten. Die Grotten des Bergparks wurden auch bereits für Musik- und Tonaufnahmen genutzt. Als traditionelle winterliche Institution gilt das Schlittschuhlaufen auf dem zugefrorenen Lac und das Rodeln am Schlosshang. Alle zwei Jahre ist der Bergpark Kulisse für den Herkules-Bergpreis sowie weiter jährlich für den traditionellen Herkules-Berglauf von der Reformschule hinauf zum Herkules.

## Literarische Erwähnungen
Die in Kassel lebende Schriftstellerin Christine Brückner schrieb über den Bergpark Wilhelmshöhe:

„Der Naturpark Wilhelmshöhe ist ein Gesamtkunstwerk aus Architektur, Plastik, Wasserkunst und Landschaft.“

Jamal Tuschick erwähnt den Bergpark Wilhelmshöhe in seinem Roman Kattenbeat:

„Sie bestand darauf, sich daran zu erinnern, wie wir uns im Park Wilhelmshöhe begegnet waren...du nahmst gerade Anlauf, um die Kaskaden zu stürmen.“

## Besucherzentren

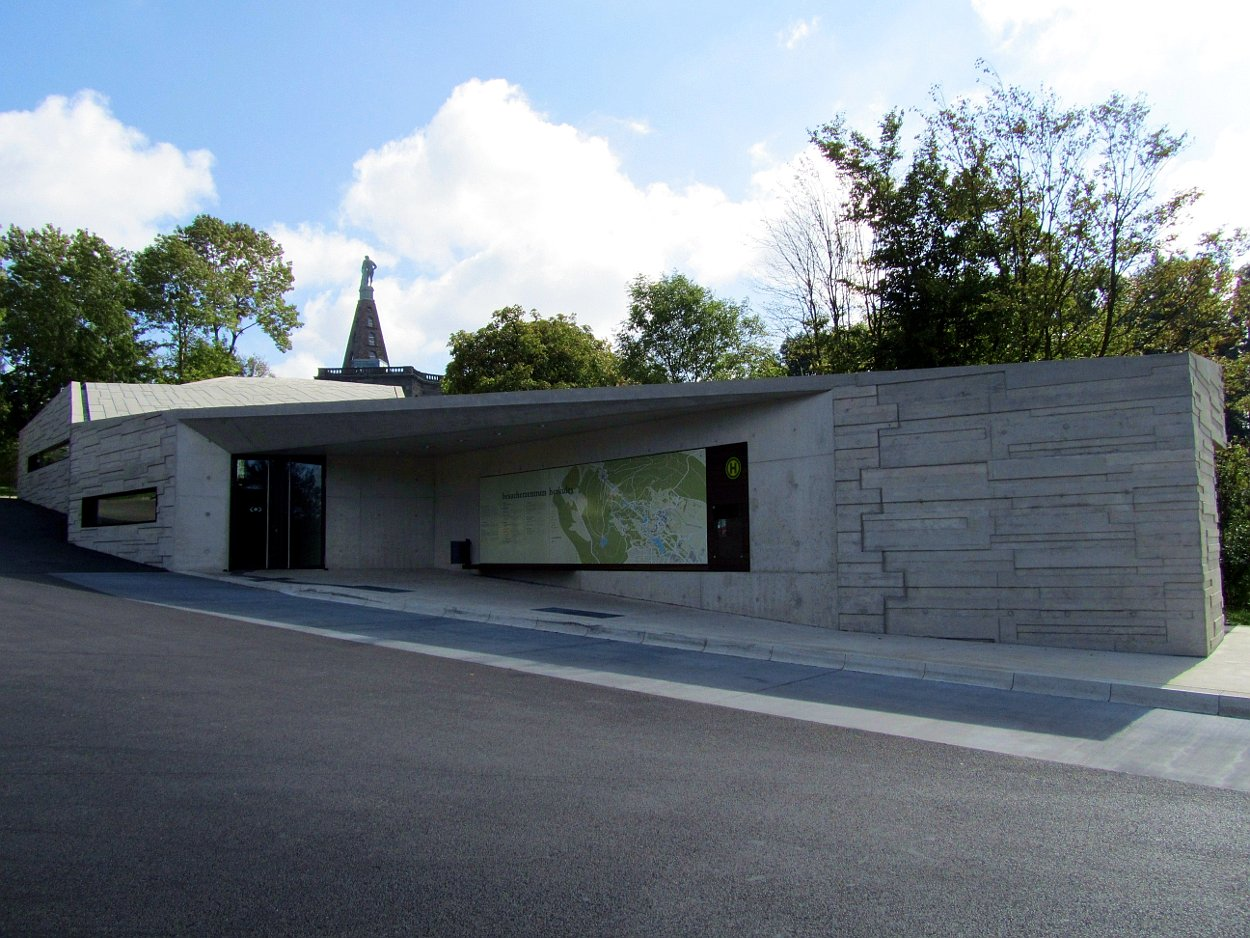
Besucherzentrum Herkules

Besucher des Bergparks Wilhelmshöhe können sich in zwei Besucherzentren informieren: 2008 wurde das Besucherzentrum Wilhelmshöhe im alten Stationsgebäude bei der Endhaltestelle der Straßenbahnlinie 1 am Ostfuß des Bergparks eröffnet und 2011 das 550 m² große Besucherzentrum Herkules westlich oberhalb des Parks nahe dem Oktogon. In deren Shops können Eintrittskarten, Bücher und andere Produkte rund um die Museumslandschaft Hessen Kassel und Erfrischungen erworben werden. Schaubilder mit Texten geben Informationen über den Park. Mitarbeiter der Museumslandschaft Hessen-Kassel stehen für Fragen zur Verfügung. Im Besucherzentrum Herkules werden oftmals Filmvorträge gezeigt.

## Verkehr

### Verkehrsanbindung und Wandern

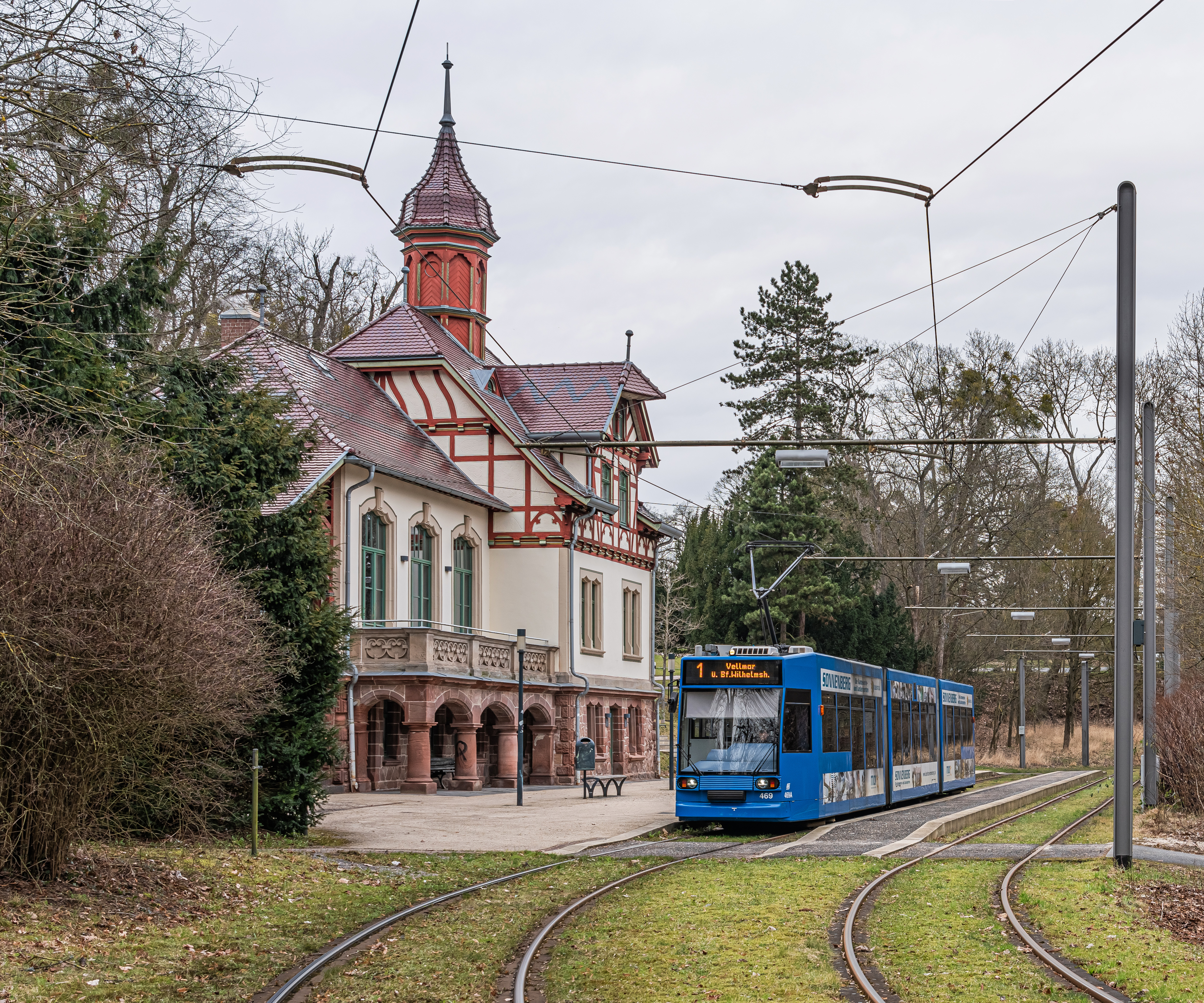
Altes Stationsgebäude mit Straßenbahn-Haltestelle und Besucherzentrum

Der Park kann mit Bussen und Straßenbahnen der Kasseler Verkehrs-Gesellschaft (KVG) aufgesucht werden: Aus der Innenstadt kommende Straßenbahnen der Linie 1 fahren über die Wilhelmshöher Allee und durch die dortige Haltestelle am Bahnhof Kassel-Wilhelmshöhe (ICE-Anbindung) zur am unteren Parkrand unterhalb des Schlosses Wilhelmshöhe befindlichen Endhaltestelle Wilhelmshöhe (Park). Vom Wilhelmshöher Bahnhof verkehren dorthin auch Busse der Linie 23 (Bergparkbus) und solche derselben Linie durch das im Habichtswald gelegene Druseltal südlich vorbei am Park hinauf zum Herkules; zur Haltestelle Druseltal fahren auch Straßenbahnen der auch aus Innenstadt kommenden KVG-Linie 4. Von der Haltestelle Wilhelmshöhe (Park) verbindet – an Tagen mit Wasserspielen – quer durch untere und mittlere Parkteile ein Shuttlebus der Museumslandschaft Hessen Kassel (mhk) Schloss, Aquädukt, Plutogrotte, Kaskadenwirtschaft und Löwenburg miteinander.
An den beiden Besucherzentren sind in den vergangenen Jahren die Großparkplätze ausgebaut worden.
Vorbei am Herkules führen die Wanderwege Habichtswaldsteig, Herkulesweg, Kassel-Steig, Märchenlandweg und Studentenpfad; Herkulesweg und Studentenpfad verlaufen durch den Park, der Kassel-Steig durch obere Parkteile. Die Wasserspiele sind – wegen des großen Höhenunterschieds im Park – sinnvollerweise und parallel zum Laufweg des Wassers vom Herkules ausgehend bergab zu erwandern.

### Tulpenallee

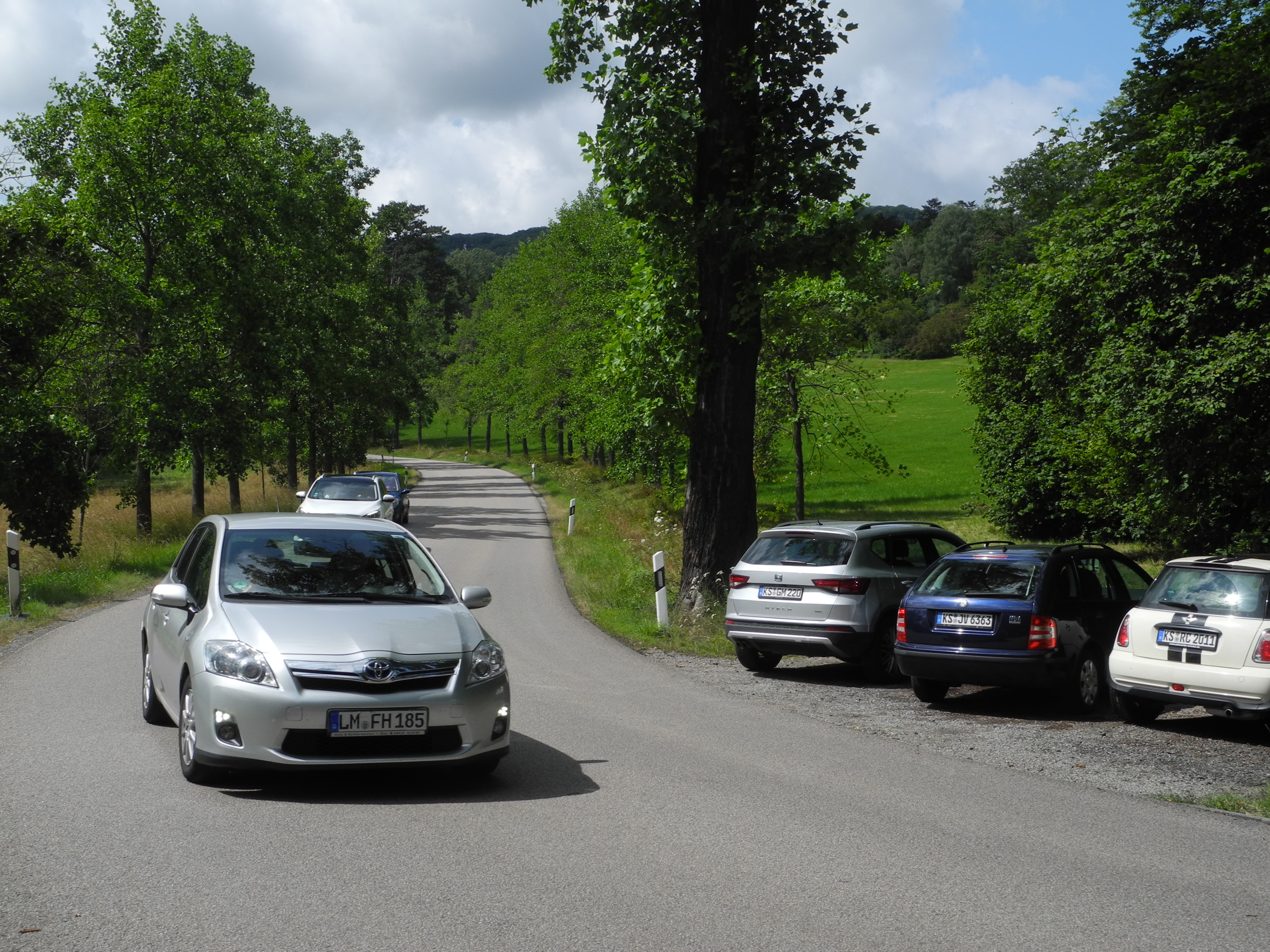
Kfz-Verkehr auf der Tulpenallee und Parkraum auf Fußwegen in der Kurve südöstlich der Waldschule (2019)

Die historische Tulpenallee ist die Verlängerung der Wilhelmshöher Allee und heute Teil der Landesstraße 3217. Durch die Verkehrspolitik der letzten Jahrzehnte ist der Parkweg zu einer Auto Ein- und Ausfallstrecke Kassels geworden. Der Kraftfahrzeugverkehr sorgt im Park für eine Lärmemission, die nicht geringer ist als am innerstädtischen Teil der Wilhelmshöher Allee oder beispielsweise der Kölnischen Straße.
Dies bedeutet verminderte Aufenthaltsqualität in weiten Teilen des nördlichen Parkgeländes. Der Parkteil östlich der Tulpenallee, an der Waldschule, wirkt abgetrennt und eine Überquerung der Allee kann zu manchen Tageszeiten als riskant gelten.
Im Jahr 2015 wurde an der Rasenallee, der Verlängerung der Tulpenallee nördlich des Bergparks, eine Verkehrsmenge von durchschnittlich täglich 5207 Kraftfahrzeugen, davon 38 Schwerverkehr festgestellt. Dies ist deutlich mehr als beispielsweise an der L3298, der Druseltalstraße bzw. Ehlener Straße von Kassel durch den Habichtswald nach Westen. Dort wurden 2015 nur 3628 Kfz in 24 Stunden gezählt.
Die Tulpenallee selbst, mit ihren Beginn bei Schloss Wilhelmshöhe, passieren an einem normalen Werktag etwa 6000 Kraftfahrzeuge.

### Mulangstraße

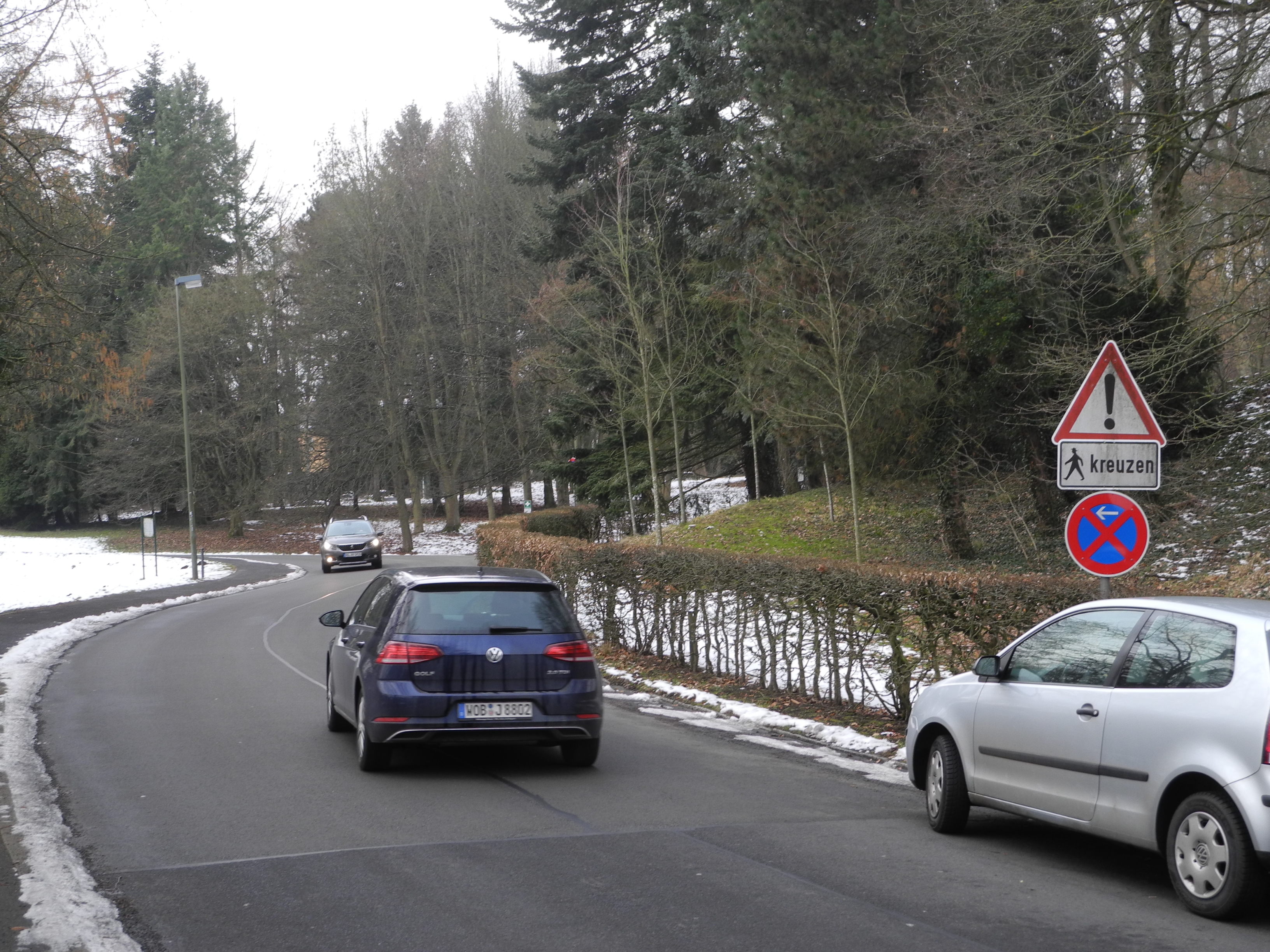
Straßenraum der Mulangstraße östlich des Lac mit Kfz-Verkehr und Warnzeichen kreuzende Fußgänger – gemeint sind Parkbesucher auf Parkwegen (2018)

Die Mulangstraße zweigt nach Südwesten von der Wilhelmshöher Allee ab und durchquert das historische Dorf Mulang. Heute ist der historische Parkweg eine asphaltierte Straße und eine weitere Anfahrmöglichkeit für die städtischen Wohngebiete südlich des Bergparks, die bereits von Süden erschlossen sind. Dabei trennt sie das historische Dorf. Nur wenigen Parkbesuchern dürfte klar sein, dass sich beidseits der Mulangstraße Parkgelände befindet.
„Die am östlichen Rand verlaufende Mulangstraße ist ebenfalls stark frequentiert und regelmäßig zugeparkt.“ schrieben 2007 die Autoren des Parkpflegewerk zum Bergpark. Daran hat sich nichts Grundsätzliches geändert, die Straße passieren an einem normalen Werktag etwa 2000 Kraftfahrzeuge.

### Kernzone
Es gibt Parkplätze an der Löwenburg und am Ausflugslokal Kaskadenwirtschaft; seit 2008 ist die direkte Zufahrt dorthin aber normalerweise eingeschränkt und nur per Gegensprechanlage möglich. Der Pachtvertrag mit dem Kaskadenwirtschaft im einstigen Aufseherhaus erlaubt über die Kommunalstraße Autoverkehr im Kernbereich des Parks.